# Riforma costantiniana dell'esercito romano
La riforma costantiniana dell'esercito romano rappresentò un momento importante nella riorganizzazione delle armate romane, che vide nel primo Imperatore cristiano, Costantino I, l'adeguamento della macchina da guerra romana alle nuove esigenze della politica estera lungo le frontiere imperiali, rimasta in vigore per il IV secolo.

## Introduzione
L'esercito dell'Impero subì una significativa trasformazione come conseguenza dei disordini del III secolo. Nel IV secolo la chiamata alle armi era strettamente connessa con la leva ed i soldati erano più scarsamente remunerati che nel III secolo. Probabilmente l'esercito del IV secolo era inoltre composto in misura molto superiore da uomini reclutati presso le popolazioni barbare. L'esercito del IV secolo era probabilmente non più consistente di quello del II secolo. Il cambiamento principale nella sua struttura consisteva nell'introduzione di consistenti eserciti che accompagnavano gli imperatori nelle loro campagne militari (comitatus praesentales) e che avevano sede generalmente lontano dalle frontiere. La ragione principale della loro introduzione era scoraggiare le usurpazioni del trono imperiale. Le legioni vennero suddivise in unità più minuscole, paragonabili per dimensioni ai reggimenti di ausiliari del Principato. In parallelo, le armature e l'equipaggiamento dei legionari fu abbandonato in favore dell'equipaggiamento degli ausiliari.
I secoli III e IV videro la ristrutturazione di molte fortezze di confine preesistenti in modo da migliorarne le difese, ma anche la costruzione di nuove fortezze molto resistenti e ben difendibili. L'interpretazione della tendenza ha generato un dibattito tuttora in corso tra gli studiosi specialisti in materia se l'esercito tardo-imperiale avesse adottato o meno una strategia di difesa in profondità o avesse semplicemente proseguito la strategia di "difesa in avanti" adottata nei primi tempi del Principato. Molti elementi della strategia di difesa dell'esercito tardo-imperiale erano simili a quelli associati con la difesa in avanti, come l'ubicazione avanzata di fortezze, le frequenti operazioni di attraversamento della frontiera e la presenza di regni barbari clienti dell'Impero disposti lungo la frontiera. Qualunque fosse stata la strategia difensiva, apparentemente ebbe meno successo rispetto a quella adottata nei primi due secoli nel prevenire le incursioni barbare in territorio romano. Ciò potrebbe essere dovuto a una pressione sulle frontiere maggiore rispetto in precedenza oppure alla pratica di mantenere le truppe migliori e più consistenti lontano dalle frontiere, nelle province all'interno dell'Impero, privando pertanto le truppe di frontiera di un supporto sufficiente per la difesa dei confini, o entrambi.

## Fonti

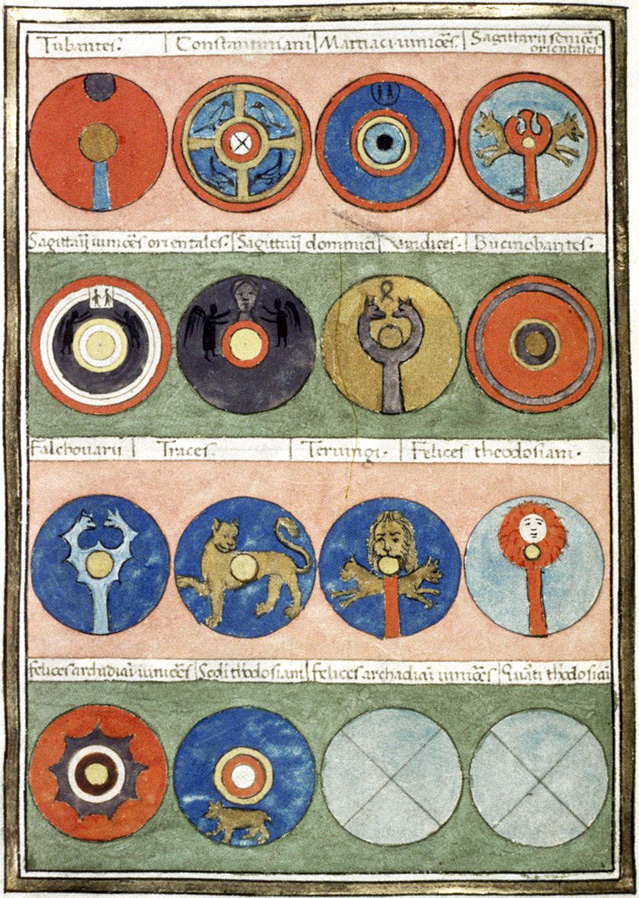
Pagina tratta da una copia medievale della Notitia Dignitatum, la quale mostra le insegne del Magister Militum Praesentalis II'; la Notitia è un registro tardoimperiale di comandi militari.

Molta della nostra evidenza per la struttura dell'esercito e la dislocazione delle unità militari nelle varie province dell'Impero è contenuta in un singolo documento, la Notitia Dignitatum; compilata tra il'395 e il 420, si tratta di un elenco di tutti gli impieghi pubblici del periodo tardo-imperiale, sia civili che militari. La mancanza principale della Notitia è che manca di ogni cifra del personale totale, rendendo così impossibili stime precise delle dimensioni totali dell'esercito. Inoltre, fu compilata alla fine del IV secolo, e questo rende difficoltoso ricostruire lo stato dell'esercito nel periodo precedente. Malgrado le sue mancanze, la Notitia rimane la fonte per eccellenza per la struttura dell'esercito tardo-imperiale a causa delle carenza di altre fonti. La Notitia, inoltre, soffre anche di lacunae significative e di numerosi errori accumulati nel corso dei secoli in cui era stata ricopiata.
La fonte letteraria principale per l'esercito del IV secolo è la Res Gestae (Storia) di Ammiano Marcellino, i cui libri superstiti coprono il periodo tra il 353 e il 378. Marcellino, essendo stato un soldato veterano, è considerato dagli studiosi una fonte di una certa attendibilità, anche se fallisce in larga misura nel porre rimedio alle mancanze della Notitia per quanto riguarda le dimensioni effettive delle unità dell'esercito, in quanto è raramente specifico su queste questioni. La terza fonte importante per l'esercito tardo-imperiale è costituita dai decreti imperiali pubblicati nell'Impero romano d'Oriente nel corso del V e VI secolo: il Codice Teodosiano (438) e il Corpus Iuris Civilis (528–39). Queste compilazioni di leggi romane contengono numerosi decreti imperiali promulgati nel IV secolo che descrivono pressoché la totalità degli aspetti del regolamento e dell'amministrazione dell'esercito tardo-imperiale.
Il De re militari, un manuale di strategia militare redatto da Vegezio verso la fine del IV secolo, contiene informazioni considerevoli sull'esercito tardo-imperiale, sebbene l'opera si concentri soprattutto sulla trattazione dell'esercito della Repubblica e del Principato. Tuttavia, Vegezio (che era totalmente privo di esperienza militare) è spesso inattendibile, per esempio quando afferma che l'esercito abbandonò l'impiego di armature ed elmi nel tardo IV secolo (offrendo l'assurda spiegazione che questo equipaggiamento era troppo pesante), affermazione smentita dall'evidenza scultorea e artistica. In generale, non è prudente prendere per buona un'affermazione di Vegezio a meno che non sia corroborata da altre fonti.
Gli studiosi dell'esercito tardo-orientale devono fronteggiare una drammatica diminuzione delle epigrafi e degli epitaffi risalenti al III e al IV secolo, se comparati con quelle risalenti ai primi due secoli. I diplomi militari romani non furono più emanati per ritirare gli ausiliari dopo il 203 (molto probabilmente perché erano già all'epoca cittadini romani). Questa tendenza potrebbe non indicare declino nella sofisticazione amministrativa dell'esercito: i papiri egiziani attestano che le unità militari continuarono a mantenere registri scritti dettagliati nel IV secolo (la maggior parte però si è perduta). Più probabilmente, la drastica diminuzione delle iscrizioni sarebbe dovuta ad altri fattori, come l'aumento delle reclute barbare e l'ascesa del Cristianesimo. La forte carenza di iscrizioni lascia molti vuoti nella nostra comprensione dell'esercito tardo-imperiale.
L'analisi moderna più dettagliata e più importante dell'esercito romano tardo-imperiale è contenuta nel saggio The Later Roman Empire, 284-602 (LRE) redatto dallo studioso del tardo Impero romano A.H.M. Jones. A causa della sua ricchezza di dettagli e di riferimenti bibliografici alle fonti dell'epoca, questo saggio del 1964 rimane una lettura essenziale per tutti gli studiosi del periodo, sebbene le scoperte, soprattutto archeologiche, compiute in seguito alla sua pubblicazione, l'abbiano resa per alcuni aspetti obsoleta.

## Contesto storico: evoluzione dell'esercito nel IV secolo

### Diocleziano

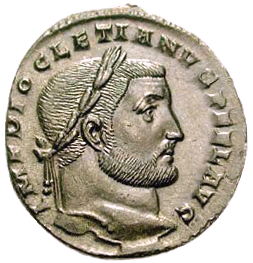
L'Imperatore Diocleziano (r. 284–305), l'artefice di numerose riforme nell'esercito e nel governo romano. Follis di bronzo

Nel 293 Diocleziano aveva proceduto ad una divisione funzionale e territoriale dell'intero impero in quattro parti, al fine di facilitare le operazioni militari. Nominò così come suo cesare  per l'oriente Galerio e Massimiano fece lo stesso con Costanzo Cloro per l'occidente. L'impero fu così diviso in quattro macro-aree:
- a Diocleziano spettavano le province orientali dell'Egitto (capitale: Nicomedia[4])
- a Galerio le province balcaniche (capitale: Sirmio)
- Massimiano governava su Italia e Africa settentrionale (capitale: Mediolanum[4])
- Costanzo Cloro ebbe in affidamento la Spagna, la Gallia e la Britannia (capitale: Augusta Treverorum)

Il sistema si rivelò efficace per la stabilità dell'impero e rese possibile agli augusti di celebrare i vicennalia, ossia i vent'anni di regno, come non era più successo dai tempi di Antonino Pio. Tutto il territorio venne ridisegnato dal punto di vista amministrativo, abolendo le regioni augustee con la relativa divisione in "imperiali" e "senatoriali". Vennero create dodici circoscrizioni amministrative (le "diocesi", tre per ognuno dei tetrarchi), rette da vicarii e a loro volta suddivise in 101 province.
Restava da mettere alla prova il meccanismo della successione: il 1º maggio del 305 Diocleziano e Massimiano abdicarono (ritirandosi il primo a Spalato ed il secondo in Lucania). La seconda tetrarchia prevedeva che i loro rispettivi due cesari diventassero augusti (Galerio per l'oriente e Costanzo Cloro per l'occidente), provvedendo questi ultimi a nominare a loro volta i propri successori designati (i nuovi cesari): Galerio scelse Massimino Daia e Costanzo Cloro scelse Flavio Valerio Severo. Sembra però che poco dopo, lo stesso Costanzo Cloro, abbia rinunciato a parte dei suoi territori (Italia e Africa) a vantaggio dello stesso Galerio, il quale si trovò a dover gestire due cesari: Massimino Daia a cui aveva affidato l'Oriente, Flavio Valerio Severo a cui rimase l'Italia (e forse l'Africa), mentre tenne per se stesso l'Illirico.
Il conflitto cominciò con la morte di Costanzo Cloro, cambiando tutti gli equilibri interni che Diocleziano aveva invano tentato di costruire in un ventennio. La prima fase della guerra civile vide numerosi contendenti disputarsi il ruolo di augusti in Occidente ed in Oriente. Questa fase cessò nel 313, quando gli unici superstiti rimasti furono in Occidente, Costantino, ed in Oriente, Licinio. La seconda fase terminò con la riunificazione del potere imperiale nelle mani del solo Costantino nel 324, data che coincise anche con la fine del progetto tetrarchico.
Riprendendo in parte la divisione della riforma tetrarchica dioclezianea, l'Impero venne suddiviso in un primo momento in quattro prefetture (d'Oriente, d'Illiria, d'Italia e di Gallia), affidate a figli e nipoti, all'interno delle quali mantenne rigidamente separati il potere civile e politico da quello militare: la giurisdizione civile e giudiziaria era affidata ad un prefetto del pretorio, cui erano subordinati i vicari delle diocesi ed i governatori delle province.
Diocleziano è considerato il più grande degli Imperatori illirici. Le sue riforme amministrative, economiche e militari avevano lo scopo di fornire all'esercito adeguate truppe, rifornimenti e infrastruttura militare. Secondo uno studioso, "Diocleziano ... trasformò l'intero impero in una base logistica a regime" (per rifornire l'esercito).

#### Struttura del comando militare

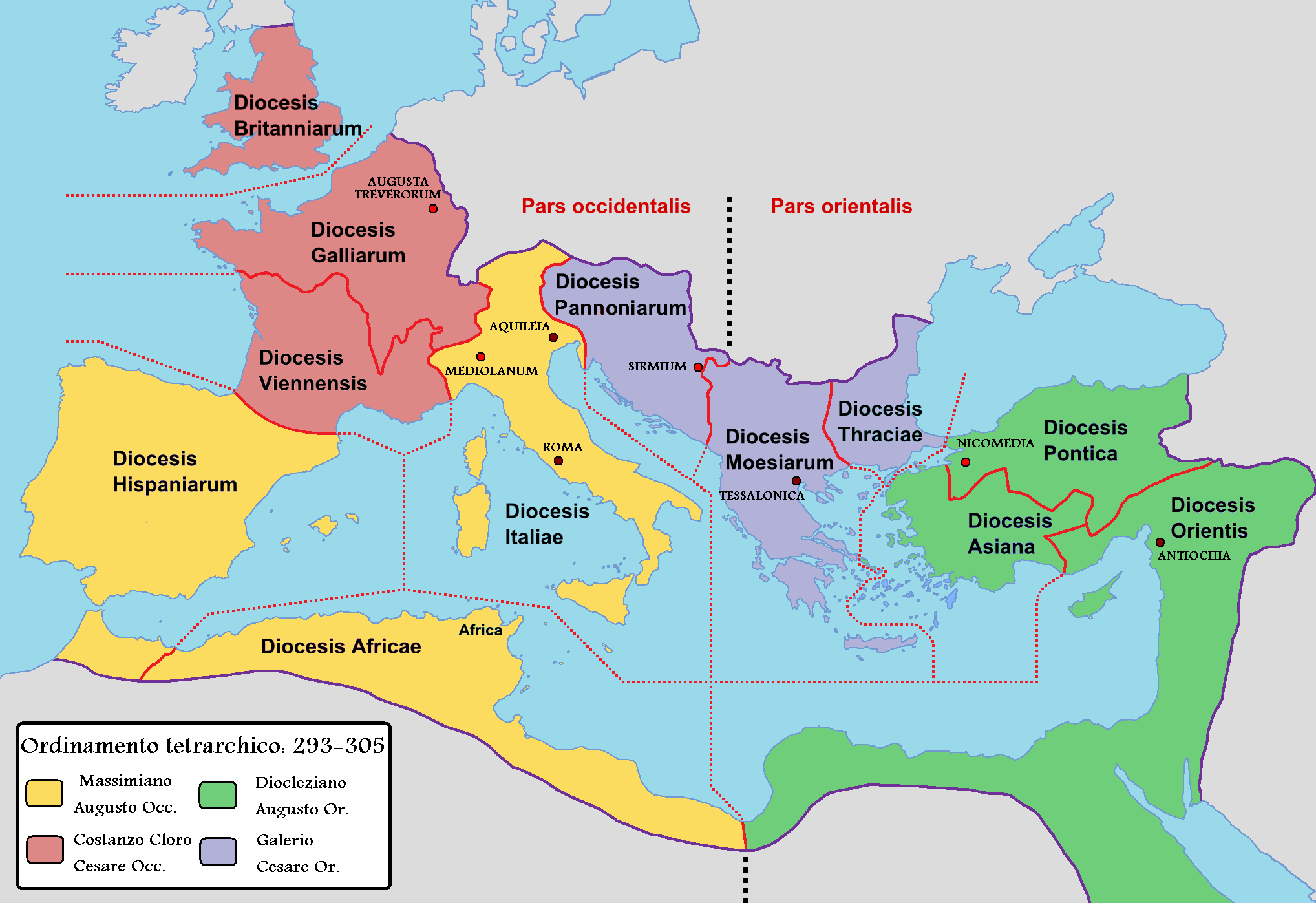
Le 4 parti e le 12 diocesi nella nuova divisione tetrarchica dell'impero romano voluta da Diocleziano attorno al 300.

Le riforme amministrative di Diocleziano ebbero il duplice scopo di assicurare stabilità politica allo stato e al contempo fornire le infrastrutture burocratiche necessarie per i reclutamenti di nuove truppe e per ottenere i rifornimenti per le armate. Al vertice dello stato, Diocleziano istituì la Tetrarchia. Divise in pratica l'Impero in due metà, Oriente ed Occidente, ognuna governata da un Augusto (imperatore). Ogni Augustus avrebbe a sua volta assunto un Cesare, che avrebbe agito come vice-imperatore (a ogni Cesare era assegnato un quarto dell'Impero) oltre che come successore designato. Il sistema tetrarchico fu istituito con lo scopo di conferire all'Impero la giusta flessibilità per fronteggiare minacce multiple e simultanee su tutti i fronti, come anche fornire un sistema per assicurare la successione legittima nel tentativo di evitare guerre civili per la successione. Quest'ultimo scopo fallì nel suo obbiettivo centrale, prevenire le guerre civili disastrose provocate dalle numerose usurpazioni del III secolo. Tuttavia, la situazione sarebbe potuta essere peggiore, se fosse stato fornito ad ogni pretendente un sostanzioso comitatus per rinforzare le sue pretese. Diocleziano visse abbastanza a lungo (in ritiro) per assistere i suoi successori combattersi tra di loro per assicurarsi il potere. Ma la divisione dell'Impero tra le due metà occidentali e orientali si mostrò duratura: fu mantenuta per la maggior parte del IV secolo e divenne nei fatti permanente dopo il 395.
Diocleziano riformò, inoltre, l'amministrazione provinciale, stabilendo una gerarchia provinciale a tre livelli, in luogo della precedente struttura a un solo livello. Le 42 province del Principato vennero suddivise in più province di estensione minore in modo che le province dell'Impero praticamente triplicarono, raggiungendo la cifra ragguardevole di 120 province circa. Esse vennero raggruppate in 12 diocesi, la cui amministrazione civile era affidata a un vicarius, a sua volta raggruppate in quattro prefetture del pretorio, ognuna delle quali corrispondeva alla parte dell'Impero assegnata ad ognuno dei Tetrarchi, ognuno dei quali era assistito da un primo ministro chiamato prefetto del pretorio (da non confondersi con i comandanti della Guardia Pretoriana, che detenevano il medesimo titolo). Lo scopo della frammentazione dell'amministrazione provinciale era probabilmente il ridurre il rischio di possibili rivolte militari ad opera di governatori (tramite la riduzione delle forze controllate da ognuno di essi).
Sempre per il medesimo fine, ma anche per fornire alle armate un comando militare più professionale, Diocleziano cominciò a separare il comando civile da quello militare a livello provinciale. I governatori vennero privati del comando delle armate nelle province che governavano in favore di ufficiali con autorità unicamente militare noti come duces limitis ("comandanti di frontiera"). All'incirca 20 duci potrebbero essere stati istituiti sotto Diocleziano. Alla maggior parte dei duces venne conferito il comando delle truppe di una sola provincia, ma alcuni controllavano anche più di una provincia, come ad esempio il dux Pannoniae I et Norici. Tuttavia, ai livelli più alti della gerarchia, il comando militare ed amministrativo rimase unito nei vicarii e nei praefecti praetorio. In aggiunta, Diocleziano completò l'esclusione della classe senatoriale, ancora dominata dall'aristocrazia italica, da tutti i comandi militari maggiori e da tutti i maggiori incarichi amministrativi eccetto che in Italia.

#### Reclutamento
Per assicurarsi che l'esercito ricevesse sufficienti reclute, Diocleziano sembra aver istituito una sistematica coscrizione annuale di cittadini romani per la prima volta fin dai tempi della Repubblica romana. Inoltre, era probabilmente il responsabile per il decreto, attestato per la prima volta nel 313, con il quale venivano costretti ad arruolarsi i figli dei veterani e dei militari in generale.
Sotto Diocleziano, il numero delle legioni, e probabilmente anche delle altre unità, venne più che raddoppiato. Ma è improbabile che le dimensioni complessive dell'esercito fossero aumentate di molto, poiché l'aumento delle legioni fu raggiunto riducendone le dimensioni di ognuna, in alcuni casi anche drasticamente: ad esempio le nuove legioni di Diocleziano sembrano aver annoverato appena 1 000 soldati ciascuna, un numero di gran lunga inferiore ai 5.500 soldati che all'epoca del Principato componevano ciascuna legione; pertanto, le nuove legioni aumentarono il numero complessivo di legionari solo del circa 15%. Nonostante ciò, gli studiosi concordano generalmente che Diocleziano aumentò sostanzialmente le dimensioni complessive dell'esercito, di almeno il 33%. Tuttavia, l'unica cifra riportata dalle fonti antiche superstiti riporta per le dimensioni dell'esercito di Diocleziano la cifra di 390 000 soldati, che è all'incirca la stessa di quella dell'esercito nel 130 circa sotto Adriano e di gran lunga inferiore alla cifra di 440 000 soldati sotto Settimio Severo. La contraddizione apparente si potrebbe spiegare con la supposizione che Diocleziano trovò all'inizio del suo regno un esercito inferiore in dimensioni rispetto a quello dell'epoca dei Severi, in quanto le dimensioni dell'esercito erano state ridotte a causa delle epidemie di peste e dei disastri militari che flagellarono l'Impero nel III secolo. In questo caso, la semplice restaurazione delle antiche dimensioni dell'esercito alla fine del II secolo avrebbe senz'altro portato a un consistente aumento delle dimensioni.

#### Rifornimenti
La preoccupazione primaria di Diocleziano era riuscire a garantire approvvigionamenti di cibo per le armate su basi razionali e sostenibili. A questo fine, l'Imperatore pose fine all'arbitraria requisizione di cibo da destinare all'esercito (indictiones), il cui peso gravava principalmente sulle province di frontiera. Istituì un sistema di regolari indictiones annuali con la tassa richiesta proporzionale all'ammontare di terra coltivata in ogni provincia, dati ottenuti tramite un censo della terra e dei contadini di tutto l'Impero. Nel tentativo di risolvere il problema dello spopolamento dei campi (con conseguente riduzione della produzione di cibo), decretò che i contadini, che erano stati sempre liberi di abbandonare le loro terre durante il Principato, avevano l'obbligo di non abbandonare mai la località in cui essi erano stati registrati dal censo. Questa misura ebbe l'effetto di legare legalmente i contadini (coloni) e i loro discendenti alla terra dei loro padroni, i grandi proprietari terrieri.

#### Infrastrutture militari
In parallelo con la restaurazione delle dimensioni dell'esercito, Diocleziano tentò di rinforzare tutte le frontiere dell'Impero tramite un rinforzamento delle sue difese: in particolare costruì nuove fortezze sulla frontiera, nonché strade militari di rilevante importanza strategica. In particolare istituì province militarizzate con una grande concentrazione di militari, allo scopo di difendere le province indifese lontane dai confini. Man mano che le minacce lungo le frontiere divennero sempre più potenti e sofisticate, il normale sistema difensivo di combattere il nemico all'esterno dei confini cominciò a fallire. La linea di difesa venne conseguentemente spostata lungo la frontiera costruendo mura e valli più resistenti e mantenendo alla difesa della frontiera una forza stazionaria. Oltre i valli ogni nemico che avesse fatto irruzione all'interno dell'Impero avrebbe trovato città fortificate, fortezze, nonché fattorie fortificate, per cui sarebbe stato costretto a rallentare la loro avanzata concedendo all'esercito mobile romando sufficiente tempo per poter intervenire respingendo l'invasione.
Diocleziano apportò, inoltre, importanti cambiamenti alla struttura dell'esercito. L'esercito all'epoca di Diocleziano era costituito da armate mobili e stazionarie, al posto di forze ausiliarie e legionarie; le armate mobili erano costituite sia da fanti che da cavalieri, mentre le forze stazionarie agivano come milizia locale. La cavalleria aveva capacità di combattimento uniche e sarebbe stata in grado di combattere con successo senza il sostegno della fanteria; le unità di cavalleria divennero note come vexilliatones.

### Costantino

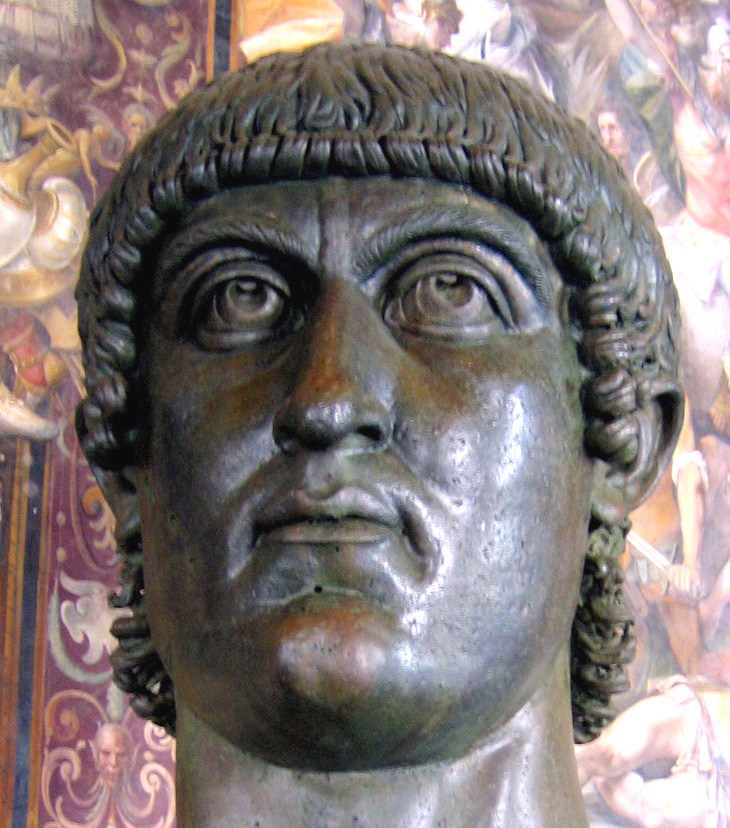
L'Imperatore Costantino I (r. 306–37), il fondatore del primo comitatus (esercito di scorta imperiale) a larga scala e suddivise l'esercito in truppe mobili (comitatenses) e truppe di frontiera (limitanei), conferendo all'esercito tardo-imperiale la struttura descritta nella Notitia Dignitatum. Busto esposto nei Musei Capitolini, Roma

Dopo aver sconfitto Massenzio nel 312, Costantino abolì la Guardia Pretoriana, ponendo fine ad un'istituzione durata all'incirca 300 anni. Anche se egli giustificò la propria decisione con il fatto che la Guardia Pretoriana aveva sostenuto il suo rivale Massenzio, Costantino probabilmente aveva altri motivi per abolire questa istituzione: essa era diventata obsoleta poiché gli Imperatori da qualche tempo risiedevano sempre di meno nella città eterna. Il ruolo rivestito dalla cavalleria della Guardia, gli equites singulares Augusti, ovvero provvedere alla difesa personale dell'Imperatore, era ora ricoperto dalle scholae. Questi reggimenti di cavalleria di élite esistevano già ai tempi di Costantino e potrebbero essere stati istituiti da Diocleziano.
Costantino rese il suo comitatus una forza consistente e permanente. Ciò fu ottenuto tramite l'aggregazione di unità ritirate dalle province di frontiera oppure mediante la creazione di nuove unità: più vexillationes di cavalleria e nuove unità di fanteria chiamate auxilia. Il comitatus così ingrandito fu poi posto sotto il comando di due nuovi ufficiali: un magister peditum, il comandante della fanteria, e un magister equitum, il comandante della cavalleria. Le truppe del Comitatus ottennero la denominazione di comitatenses per distinguerle dalle truppe a presidio della frontiera (limitanei). Le dimensioni del comitatus di Costantino sono incerte. Ma è noto che Costantino mobilizzò 98 000 truppe per la guerra contro Massenzio, stando a quanto narra Zosimo. È probabile che molte di queste avrebbero poi formato il suo comitatus. Esso rappresentava all'incirca un quarto delle forze regolari dell'Impero, se si accetta la stima di circa 400 000 soldati per l'esercito di Costantino. Le motivazioni per un ingrandimento così massiccio del comitatus da parte di Costantino hanno generato dibattiti tra gli studiosi. Secondo l'opinione tradizionale il comitatus fu istituito da Costantino per utilizzarlo come riserva strategica che potesse essere impiegata contro eventuali invasioni barbariche che fossero riusciti a penetrare in profondità all'interno dell'Impero o come nerbo di immense forze di spedizione inviate lungo le frontiere. Alcuni studiosi più recenti hanno, invece, ipotizzato che la sua funzione primaria fosse scoraggiare potenziali usurpazioni.
Costantino I completò la separazione dei comandi militari dalla struttura amministrativa dello stato. I vicarii e i praefecti praetorio persero la loro autorità militare e divennero cariche unicamente civili, pur mantenendo un ruolo cruciale nelle questioni militari, rimanendo responsabili del reclutamento, della paga e del rifornimento delle truppe. Non è chiaro se i duces sulla frontiera ora rispondessero direttamente del loro operato all'Imperatore, oppure a uno dei due magistri del comitatus.
Inoltre, Costantino sembra aver riorganizzato le truppe di frontiera lungo il Danubio, sostituendo le vecchie alae e cohortes con nuove unità di cunei (cavalleria) e auxilia (fanteria). Non è chiaro in che cosa le nuove unità differissero dalle vecchie, ma quelle stazionate sulla frontiera (in opposizione a quelle nel comitatus) sembrerebbero avere dimensioni minori, forse la metà. Nei fronti diversi da quello del Danubio, i reggimenti di ausiliari vecchio stile sopravvissero.
Lo storico del V secolo Zosimo critica fortemente l'istituzione di un comitatus così massiccio, accusando Costantino di aver vanificato l'opera di rafforzamento delle difese della frontiera del suo predecessore Diocleziano: "Per la previdenza di Diocleziano, le frontiere dell'Impero romano erano dappertutto protette da città, forti e torri... e l'intero esercito era stazionato lì nei dintorni di esse, rendendo impossibile ai barbari il fare irruzione... Ma Costantino rovinò questo sistema difensivo ritirando dalle frontiere la maggioranza delle truppe e collocandole nelle città che non richiedevano protezione." La critica di Zosimo è probabilmente eccessiva, sia perché il comitatus già esisteva ai tempi di Diocleziano, sia perché Costantino ingrandì il comitatus anche creando nuovi reggimenti, e non solo spostando truppe dalla frontiera. Non va comunque negato che la maggioranza del suo comitatus era composto da truppe ritirate dalle unità di frontiera, e che il ritiro dalla frontiera di così tante truppe portò inevitabilmente a un aumento del rischio di invasioni vittoriose delle province di frontiera da parte dei barbari.

### Tardo IV secolo
Spentosi Costantino nel 337, i suoi tre figli Costantino II, Costante I e Costanzo II si spartirono l'Impero: il primo governò l'Occidente (Gallia, Britannia e Spagna), il secondo il Centro (Italia, Africa e l'Illirico), e il terzo l'Oriente. Essi ricevettero ognuno una quota del comitatus del padre. Nel 353, quando Costanzo divenne unico imperatore, sembra che 3 comitatus avessero posto sede permanente in queste regioni, uno in Gallia, un altro in Illirico e infine uno in Oriente - Gallia e l'Oriente sotto un magister equitum, l'Illirico sotto un comes. Intorno al 360, i duces sulla frontiera rispondevano del loro operato al comandante del loro comitatus regionale. Tuttavia, oltre al comitatus regionale, Costanzo disponeva di un'armata che lo accompagnava dovunque, che ottenne la denominazione di comitatus praesentalis (esercito di scorta imperiale). Le tre armate regionali divennero in seguito sempre più numerose raggiungendo infine, all'epoca della Notitia (ca. 400), la cifra di sei eserciti in Occidente e tre in Oriente. Ognuno di essi corrispondeva alle diocesi di frontiera: di Britannia, Gallia, Illirico (Occidentale), Africa e Hispania per l'Occidente, e di Illirico (Orientale), Tracia ed Oriente per l'Oriente. Pertanto, il comandante del comitatus regionale era divenuto la controparte militare della massima autorità civile della diocesi, il vicarius, in controllo di tutte le forze militari della diocesi, compresi i duces. L'evoluzione del comitatus regionale costituisce un ritorno sui propri passi parziale rispetto alla politica di Costantino e, in effetti, rispose alla critica di Zosimo che i limitanei furono lasciati a difendere le frontiere con sostegno insufficiente.
Malgrado la proliferazione dei comitatus regionali, le armate di scorta imperiali sopravvissero, e all'epoca della Notitia (ca. 400) sono attestati tre comitatus praesentales, ognuno contenente 20–30 000 truppe, per un totale di ca. 75 000 truppe. Se si accetta la stima di 350 000 truppe per l'esercito dell'epoca, le armate di scorta costituivano ancora il 20–25% degli effettivi complessivi. I reggimenti che costituivano le armate di scorta erano, intorno al 365, denominati Palatini, un grado più alto di comitatenses. I reggimenti erano ora classificati in quattro gradi, ognuno con diversa qualità, prestigio e paga. Essi erano, dal più importante al meno importante: scholares, palatini, comitatenses e limitanei.

## Nuove unità militari

### Dalla guardia pretoriana alleScholae palatinae
Le prime vere modifiche apportate da Costantino nella nuova organizzazione dell'esercito romano, furono effettuate subito dopo la vittoriosa battaglia di Ponte Milvio contro il rivale Massenzio nel 312. Egli infatti sciolse definitivamente la guardia pretoriana ed il reparto di cavalleria degli equites singulares e fece smantellare l'accampamento del Viminale. Il posto dei pretoriani fu sostituito dalla nuova formazione delle schole palatine ("reparti di palazzo"), le quali ebbero lunga vita poi a Bisanzio ormai legate alla persona dell'imperatore e destinate a seguirlo nei suoi spostamenti, e non più alla Capitale.

### Unità militari "mobili" e "di frontiera"

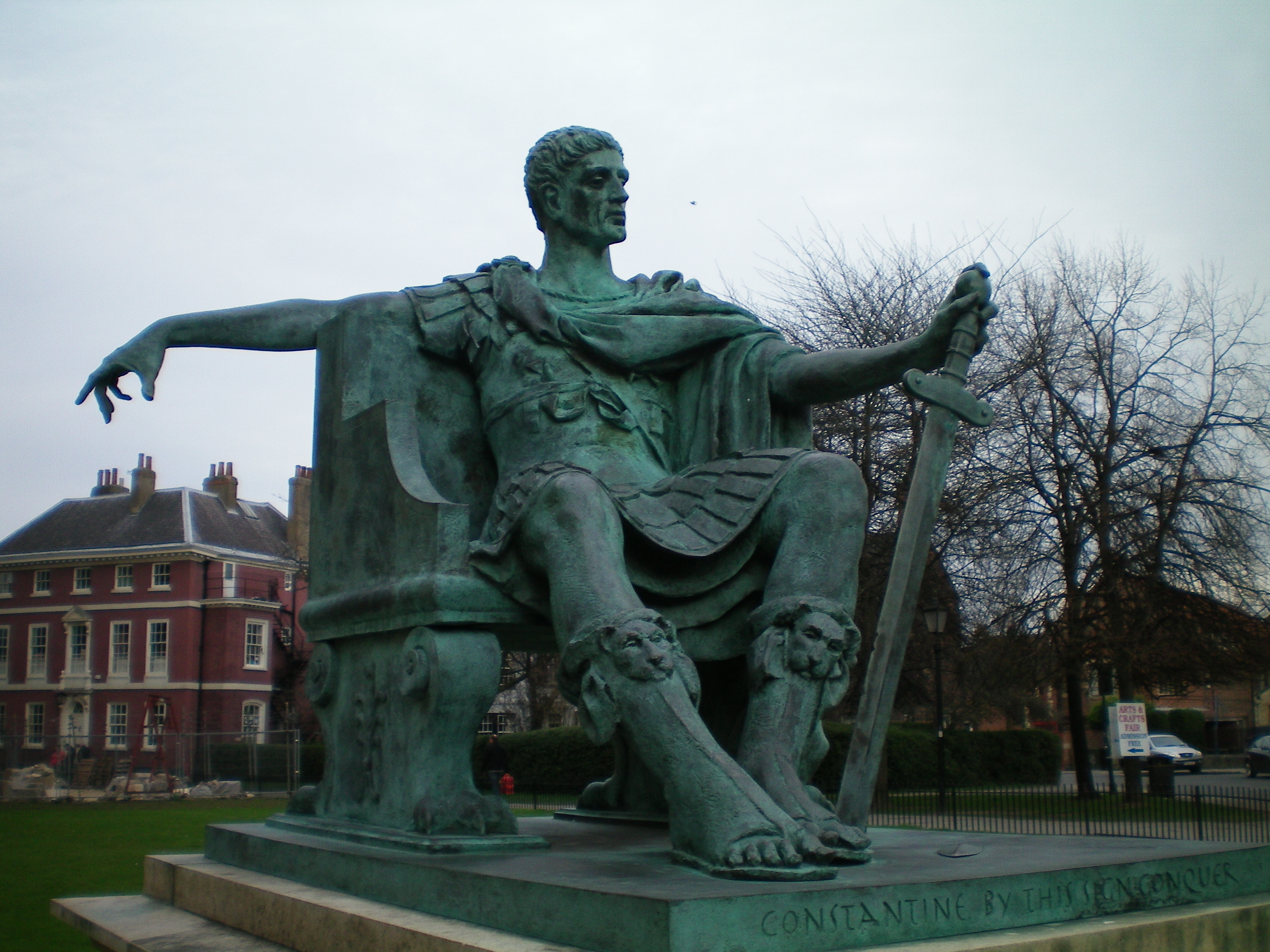
La moderna statua di Costantino a York (Eburacum).

Costantino, poi, aumentò ancora di più gli effettivi dell'esercito, che arrivarono a contare fino a 600 000 uomini (con Diocleziano erano circa 400 000 i legionari), e, come abbiamo visto sopra, suddivise l'"esercito mobile" in "centrale" (unità palatinae) e "periferico" (unità comitatenses). Egli, oltre ad apportare la suddetta divisione dell'"esercito mobile", rovesciò l'assetto complessivo dell'apparato bellico romano definito dal suo predecessore Diocleziano: cominciò ad espandere la componente mobile, indebolendo quella di frontiera. In particolare, secondo lo storico Zosimo, questo nuovo assetto fu la causa del progressivo stanziamento delle popolazioni barbariche nei territori imperiali, nonché il degrado dei centri urbani in cui venivano acquartierate truppe eccessivamente numerose. Zosimo si lamentava, infatti, che lo stesso imperatore avesse rimosso dalle frontiere la maggior parte dei soldati, per insediarli nelle città (si tratta della creazione dei cosiddetti comitatenses):
(Zosimo, Storia nuova, II, 34.2.)
In genere le unità palatinae costituivano l'esercito dedicato ad una intera Prefettura del Pretorio, mentre le unità comitatenses costituivano l'esercito dedicato ad una singola Diocesi nell'ambito della Prefettura. Analogamente conferì all'"esercito di confine" una connotazione più peculiare: le unità che lo costituivano furono definite limitanee (stanziate lungo i limes) e riparienses (operanti lungo i fiumi Reno e Danubio) (in epoca teodosiana alcune di esse furono rinominate pseudocomitatenses quando trasferite nell'"esercito mobile").
Costantino introdusse, infine, nell'"esercito mobile" un nuovo tipo di unità (in aggiunta alle legiones ed alle vexillationes): le auxiliae palatinae, eredi delle unità ausiliarie di differenti origini etniche (a titolo di esempio si pensi agli Heruli ed ai Batavi) che dopo la constitutio antoniniana di Caracalla (212) erano state integrate nel tessuto imperiale. In particolare le auxiliae palatinae erano costituite da circa 500 - 1000 fanti, generalmente con armamento leggero, più versatili delle legiones ed impiegabili anche in azioni di guerriglia e rastrellamento. Conseguentemente nel tardo impero la distinzione tra legiones ed auxiliae divenne tecnico - tattica, più che basata sulla cittadinanza dei combattenti che vi militavano.

### Organizzazione e struttura delle nuove "unità militari"
In sintesi possiamo così riassumere la nuova organizzazione delle unità militari, classificandola in tre differenti tipologie, ognuna delle quali era a sua volta divisibile in sotto-unità, come segue:
1. le Scholae palatinae, ovvero quelle unità che costituivano la guardia personale dell'imperatore, dopo lo scioglimento della guardia pretoriana, operata da Costantino I nel 312;
2. l'esercito "mobile" (comitatus), che dipendeva direttamente dall'imperatore. La vastità dell'Impero costrinse Costantino I a dover creare altri eserciti mobili, dislocati in varie regioni, al comando dei propri figli: Crispo, Costante, Costanzo e Costantino.[56] Per distinguere l'esercito comitatensis regionale da quello sotto il diretto controllo dell'imperatore, quest'ultimo prese il titolo di praesentalis. Questo esercito "mobile" era a sua volta diviso nelle seguenti sotto-unità, differenziate tra loro per rango gerarchico:
  1. unità Palatinae (di palazzo o praesentalis), che rappresentavano l'élite dell'esercito romano, e che facevano parte dell'armata sotto il diretto controllo dell'Imperatore (nell'evoluzione successiva, affidato al Magister militum praesentalis) a loro volta suddivise in:
    1. Legiones palatinae, ovvero i reparti di fanteria pesante dell'esercito mobile praesentalis;
    2. Auxilia palatina ovvero la fanteria leggera dell'esercito mobile praesentalis;[57]
    3. Vexillationes palatinae, ovvero la cavalleria dell'esercito mobile praesentalis;

  2. unità Comitatenses vere e proprie, che rappresentavano le unità "mobili regionali", ovvero quelle unità a disposizione dei singoli Cesari (nel caso dei figli di Costantino) o dei vari magistri militum non-praesentalis (non di "corte"), a loro volta suddivise in:
    1. Legiones comitatenses, ovvero la fanteria pesante dell'esercito mobile non-praesentalis;
    2. Vexillationes comitatenses, ovvero la cavalleria dell'esercito mobile non-praesentalis;

  3. unità Pseudocomitatenses, che rappresentavano quelle unità di frontiera (limitanei) distaccate presso l'esercito campale (comitatus) in occasione di particolari campagne militari, e che spesso rimasero a far parte dell'esercito "mobile" in modo permanente. Esse poteveno essere solo di un tipo:
    1. Legiones pseudocomitatenses, ovvero unità "prestate" dalle frontiere imperiali, all'esercito "mobile";
3. l'esercito "lungo le frontiere" (limes), ovvero dei Limitanei e/o dei Riparienses (questi ultimi erano soldati, posti a protezione delle frontiere fluviali di Reno, Danubio ed Eufrate), unità "fisse" di frontiera aventi compiti principalmente difensivi e costituenti il primo ostacolo contro le invasioni esterne. Queste unità erano a loro volta suddivise, sempre in ordine di importanza gerarchica in:
  1. legiones limitaneae, ovvero la fanteria pesante dell'esercito stabile lungo le frontiere (formate da 1 200 fino a 5 000 armati ciascuna; normalmente quelle in Occidente erano di consistenza inferiore, rispetto a quelle della parte orientale);
  2. Auxilia (o auxiliares o auxilium), di difficile interpretazione allo stato attuale delle conoscenze, ma comunque di dimensioni e qualità inferiori rispetto alle legiones di limitanei;
  3. Milites o Numeri, i primi rappresentavano forse dei distaccamenti di altre unità, mentre i secondi, erano unità di dimensioni sempre più ridotte e di formazione "indigena";
  4. Equites e Cunei, erano invece reparti di cavalleria limitanea;
  5. Alae e Cohortes erano forse i residui di vecchie unità alto-imperiali.

In seguito alla morte di Costantino I (nel 337) vennero ulteriormente differenziate le unità comitatenses, che prestavano servizio all'interno degli eserciti mobili regionali, dalle unità palatinae, che si trovavano all'interno dell'esercito praesentialis. Queste unità mantenevano il loro titolo nonostante spesso venissero trasferite, quindi in alcuni periodi si possono trovare unità comitatenses nell'esercito praesentialis e, al contrario, unità palatinae all'interno degli eserciti mobili regionali. Un altro gruppo era costituito dalle unità pseudocomitatenses, composte da reparti limitanei promossi nell'esercito mobile.
Questo scenario interpretativo circa le gerarchie ed i vari gradi delle unità militari, trova in parte conferma nella Notitia Dignitatum (evoluzione di 60-70 anni successivi) e nella letteratura tardo imperiale (ad esempio Ammiano Marcellino utilizza il termine "comitatense" quando parla delle truppe assegnate al Comes Africae e descrive l'insieme delle unità palatine quando parla delle truppe assegnate al cesare Costanzo Gallo).

### Basi
Le truppe del Comitatus e quelle di frontiera avevano tipi di sede diverse. La maggior parte delle truppe di frontiera avevano sede nelle fortezze come i loro predecessori, ovvero i reggimenti ausiliari del Principato (in molti casi, condividevano le stesse fortezze). Alcune delle unità di limitanei di dimensioni maggiori (legiones e vexillationes) avevano sede nelle città, probabilmente in abitazioni costruite appositamente per ospitarli.
Le truppe del Comitatus avevano anch'esse sede nelle città (quando non in campagna; in tal caso avrebbero avuto sede in accampamenti temporanei), ma sembra che esse non occupassero abitazioni costruite appositamente allo scopo di ospitarli, come accadeva per i limitanei con sede nelle città: al contrario, come risulta dalle leggi dell'epoca, sembra che fossero ospitati temporaneamente nelle case private (hospitalitas). Tutto ciò perché essi spesso svernavano in differenti province. Il comitatus praesentales accompagnava i loro rispettivi imperatori in campagna, mentre al contempo il comitatus regionale avrebbe spostato i propri quartieri invernali a seconda delle circostanze della campagna. Tuttavia, nel V secolo, gli Imperatori molto raramente condussero di persona campagne militari, per cui i praesentales divennero più statici nelle loro basi invernali. Il comitatus praesentalis occidentale normalmente aveva sede nei pressi di Mediolanum (Milano) mentre i due comitatus orientali in prossimità di Costantinopoli.

### Reggimenti
I cambiamenti nella struttura delle unità nel IV secolo portarono complessivamente a una riduzione delle dimensioni delle unità e a un aumento delle unità, nonché all'istituzione di nuovi tipi di unità oltre all'istituzione di una struttura gerarchica dell'esercito più complessa di quella del Principato.

#### Dimensioni delle unità

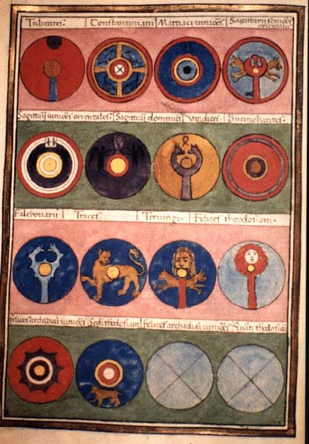
Insegne militari dei reggimenti sotto il comando del Magister Militum Praesentalis II dell'esercito romano-orientale, ca. 395. Pagina della Notitia Dignitatum, una copia medievale di un registro tardo-romano di comandi militari

L'evidenza per le dimensioni delle unità dell'esercito tardo-imperiale è molto frammentaria e si presta a diverse interpretazioni. La tabella sottostante fornisce alcune stime recenti delle dimensioni delle unità, suddivise per tipo e per grado:
| Cavalleria Tipo di unità | Comitatenses (inc. palatini) | Limitanei | XXXXX | Fanteria Tipo di unità | Comitatenses (inc. palatini) | Limitanei |
| ------------------------ | ---------------------------- | --------- | ----- | ---------------------- | ---------------------------- | --------- |
| Ala                      |                              | 120–500   |       | Auxilium               | 400–1.200                    |           |
| Cuneus                   |                              | 200–300   |       | Cohors                 |                              | 160–500   |
| Equites                  |                              | 80–300    |       | Legio                  | 800–1 200                    | 500–1 000 |
| Schola*                  | 500                          |           |       | Milites                |                              | 200–300   |
| Vexillatio               | 400–600                      |           |       | Numerus                |                              | 200–300   |

*Scholares non erano tecnicamente comitatenses
Molta incertezza permane, soprattutto per quanto riguarda le dimensioni dei reggimenti di limitanei, come può essere notato dalla vasta gamma delle stime sulle dimensioni. È inoltre possibile che le dimensioni delle unità cambiarono più volte nel corso del IV secolo. Per esempio, sembra che Valentiniano I divise in due circa 150 unità del comitatus tra se e suo fratello e co-imperatore Valente. Le 300 unità risultanti potrebbero avere avuto all'incirca la metà delle dimensioni delle unità originarie (a meno di una leva di reclutamento per riportarle tutte alle loro dimensioni originarie).
Si ritiene che le Scholae avessero circa 500 soldati per unità sull'evidenza delle fonti del VI secolo.
Si ritiene che nel comitatus le vexillationes comprendessero ciascuna ca. 500 soldati, mentre le legiones ca. 1 000 effettivi. L'incertezza più grande riguarda la stima delle dimensioni dei reggimenti di fanteria della auxilia palatina, fondati originariamente da Costantino. Le testimonianze offerte dalle fonti sono contraddittorie, suggerendo che queste unità comprendessero o ca. 500 o ca. 1 000 effettivi, o una cifra compresa tra le due. Se la cifra più alta fosse veritiera, tuttavia, non ci sarebbero grosse differenze tra auxilia e legiones, argomentazione che ha portato diversi studiosi a propendere in favore della cifra di ca. 500 effettivi.
Per quanto riguarda le dimensioni delle unità di limitanei, le opinioni degli studiosi divergono. Jones ed Elton suggeriscono, basandosi sulla scarna e ambigua testimonianza delle fonti, che le legiones di frontiera ammontavano all'incirca ca. 1 000 effettivi e che le altre unità della regione annoveravano ca. 500 soldati ciascuna. Altri studiosi, basandosi sui papiri e su recenti rinvenimenti archeologici, hanno rivisto al ribasso le stime di Jones e Elton, sostenendo che le unità di limitanei probabilmente comprendevano all'incirca 500 effettivi per quanto riguarda le legiones e all'incirca 250 effettivi per le altre unità.

#### Tipi di unità

##### Scholae
Malgrado già esistessero all'inizio del IV secolo, l'unica lista completa delle scholae disponibile si trova nella Notitia, che inquadra la situazione dell'esercito tardo-imperiale verso la fine del IV secolo o agli inizi del V secolo. A quell'epoca, vi erano 12 scholae, di cui 5 vennero assegnate all'Imperatore d'Occidente e 7 all'Imperatore d'Oriente. Questi reggimenti di scorta imperiale potrebbero aver totalizzato ca. 6 000 effettivi, una cifra considerevole se comparati ai 2 000 equites singulares Augusti del tardo II secolo. La maggioranza (10) delle scholae era costituita da unità "convenzionali" di cavalleria, con armature simili a quelle indossate dalle alae durante il Principato, e portanti i titoli di scutarii ("uomini armati di scudo"), armaturae ("armatura") o gentiles ("nativi"). Questi termine sembrano essere diventati puramente onorifici, anche se in origine potrebbero aver denotato un equipaggiamento speciale o una particolare composizione etnica (gentiles era un termine utilizzato per descrivere barbari ammessi all'interno dell'Impero a condizione di prestare servizio militare nell'esercito romano). Solo due scholae, entrambe in Oriente, erano unità specializzate: una schola di clibanarii (catafratti, o cavalleria armata alla pesante), e un'unità di arcieri a cavallo (sagittarii). Inoltre 40 truppe selezionate dalle scholae, denominati candidati per le loro uniformi bianche, formavano la guardia del corpo personale dell'Imperatore.

##### Comitatenses (inc. palatini)
Nelle armate del comitatus (sia di scorta che regionale), i reggimenti di cavalleria erano noti con la denominazione di vexillationes, mentre i reggimenti di fanteria o come legiones o come auxilia. Le Auxilia detenevano il grado di palatini, enfatizzando il loro grado di élite, mentre le legiones potevano detenere o il grado di palatini o il grado di comitatenses.
La maggioranza dei reggimenti di cavalleria del comitatus (61%) rimase a indossare il tradizionale tipo di equipaggiamento con semi-armatura, richiamando per equipaggiamento e per ruolo tattico le alae del Principato e risultando pertanto adatte soprattutto per il combattimento in mischia. Questi reggimenti detenevano diversi titoli: comites, equites scutarii, equites stablesiani o equites promoti. Ancora una volta, questi titoli erano probabilmente puramente tradizionali, e non indicavano differenti tipi di unità o funzioni. Il 24% dei reggimenti erano cavalleria leggera non armata, denotati equites Dalmatae, Mauri o sagittarii (arcieri a cavallo), particolarmente adatti per l'inseguimento. La cavalleria leggera di Mauri avevano servito Roma come ausiliari fin dai tempi della Seconda guerra punica 500 anni prima. Gli Equites Dalmatae, dall'altra parte, sembrano essere stati reggimenti non anteriori al III secolo. Il 15% dei reggimenti di cavalleria del comitatus erano cataphracti o clibanarii, adatti particolarmente per la carica al nemico (tutti tranne uno di questi squadroni sono elencati come reggimenti del comitatus dalla Notitia)
I reggimenti di fanteria combattevano per lo più a ranghi stretti come i loro omologhi del Principato. L'equipaggiamento della fanteria era molto simile a quello degli ausiliari nel II secolo, a parte alcune modifiche.

##### Limitanei
Nei limitanei, erano presenti il maggior numero di tipi differenti di reggimento. Per la fanteria, vi erano reggimenti denominati milites, numeri e auxilia come anche legiones e cohortes. I reggimenti di cavalleria erano denominati equites, cunei e alae.
L'evidenza è che i reggimenti di comitatenses erano considerati di qualità più alta rispetto a quelli di limitanei, ma tale divario non andrebbe esagerato, secondo almeno alcuni studiosi. È stato proposto che i limitanei andrebbero considerati come una milizia part-time di contadini locali, con scarse capacità combattive, ma questa tesi è stata rigettata da diversi studiosi moderni, il che sostengono che i limitanei erano soldati professionisti a tempo pieno. Il principale incarico di queste truppe di frontiera era quello di contrastare le incursioni barbariche a piccola scala che erano il principale problema di sicurezza dell'Impero. È quindi probabile che Ia loro prontezza combattiva e la loro esperienza fossero tutto sommato alte, come dimostrato nel corso dell'assedio di Amida (359), allorché le legioni di frontiera assediate resistettero ai Persiani con molta capacità e tenacia. Elton suggerisce che la mancanza di menzione nelle fonti di incursioni barbariche condotte da meno di 400 effettivi implicherebbe che le truppe di frontiera riuscissero a contrastare tali incursioni a piccola scala senza l'assistenza del comitatus. I reggimenti di Limitanei spesso si univano al comitatus in occasione di specifiche campagne, ed erano a volte trattenuti nel comitatus a lungo termine ottenendo il titolo di pseudocomitatenses, implicando una capacità di combattimento adeguata.

##### Specialisti

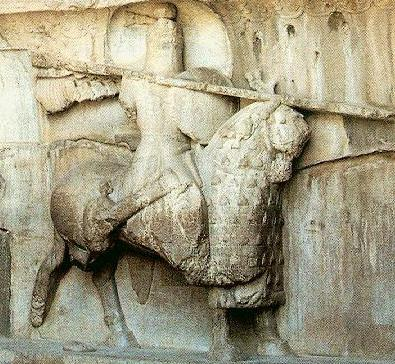
Bassorilievo di un cavaliere armato alla pesante sasanide, indossante probabilmente il tipo di armatura tipicamente indossata dai clibanarii, letteralmente "uomini fornace" in riferimento al caldo che i soldati provavano dentro le loro armature. Si noti la comparazione armata con il cavallo. Da Taq-e Bostan, Iran

L'esercito tardo-romano comprendeva quantità significative di cavalieri armati alla pesante denominati cataphractarii (dal greco kataphraktos, che significa "coperto di tutto"). Tutto il corpo era corazzato con armature a scaglie e/o lamellari, e persino i loro cavalli possedevano un'armatura. I catafratti portavano con sé una lancia lunga e pesante denominata contus, che tenevano con entrambe le mani. Alcuni di essi portavano con sé anche archi. La principale tattica adottata in combattimento dai catafratti era la carica, il cui scopo era rompere la linea nemica concentrando un numero impressionante di soldati in una definita sezione di essa. Un tipo di catafratto denominato clibanarius è attestato nelle fonti del IV secolo. Questo termine potrebbe derivare dal greco klibanos o da un termine persiano. È probabile, tuttavia, che il clibanarius fosse semplicemente un sinonimo di catafratto, oppure un tipo specializzato di catafratto. Questo tipo di cavalleria era stato adottato in origine dalle tribù nomadi a cavallo iraniche delle steppe eurasiatiche a partire dal VI secolo a.C. In poi: gli Sciti e i Sarmati. Questo tipo di cavalleria fu poi adottato dai Parti e infine dai Romani, costretti ad adottarla per poter contrastare in modo efficace i Parti in Oriente e i Sarmati lungo il Danubio. Il primo reggimento di catafratti romani attestato dai rinvenimenti archeologici è l'ala I Gallorum et Pannoniorum cataphractaria, attestata in Pannonia agli inizi del II secolo. Anche se i catafratti romani non erano certo una novità, erano di gran lunga più numerosi nell'esercito tardo-romano piuttosto che nell'esercito del Principato, con la maggior parte dei reggimenti stazionati in Oriente.
Le unità di arcieri nella Notitia sono denominate equites sagittarii (arcieri a cavallo) e sagittarii (arcieri appiedati, da sagitta = "freccia"). Come nel Principato, è probabile che molti dei reggimenti non-sagittarii comprendessero alcuni arcieri. Arcieri a cavallo sembrerebbero essere stati impiegati esclusivamente in unità di cavalleria leggera. Unità di arcieri, sia appiedati che a cavallo, sono attestate nel comitatus. Per quanto riguarda le truppe di frontiera, solo unità di arcieri a cavallo sono attestate nella Notitia, il che potrebbe indicare che molti dei reggimenti di fanteria dei limitanei disponessero dei propri arcieri.
Un'innovazione caratteristica dell'esercito tardo-imperiale è l'introduzione di unità indipendenti di artiglieria, che durante il Principato sembrano essere state parte integrante delle legioni. Denominate ballistarii (da ballista = "catapulta"), 7 di tali unità sono attestate nella Notitia, ma tutte tranne una appartenevano al comitatus. Tuttavia, parecchie di esse avevano il grado di pseudocomitatenses, implicando che in origine appartenevano alle truppe di frontiera. Lo scopo per cui furono introdotte unità indipendenti di artiglieria fu probabilmente quello di aumentare la potenza e l'efficacia delle armi a lunga gittata, particolarmente utili ed efficaci nel corso di assedi. Tuttavia, è probabile che molti dei reggimenti ordinari abbiano continuato a disporre di artiglieria, soprattutto nel caso delle truppe di frontiera.
La Notitia elenca alcune unità presumibilmente di fanteria leggera le cui denominazioni indicano che fossero unità di specialisti: superventores e praeventores ("intercettatori") exculcatores ("tracciatori"), exploratores ("esploratori"). Al contempo, Ammiano descrive truppe armate alla leggera denominandole in vario modo: velites, leves armaturae, exculcatores, expediti. Non è chiaro dal contesto se ciascuna di esse fossero unità indipendenti, o sotto-unità specialiste, o semplicemente distaccamenti di truppe ordinarie armate in modo specialistico per una particolare operazione. La Notitia sembrerebbe implicare che, almeno in alcuni casi, Ammiano potrebbe essersi riferito a unità indipendenti.

##### Foederati
Al di fuori dell'esercito regolare vi erano una quantità considerevole di truppe alleate, generalmente note come foederati (da foedus = "trattato") o symmachi in Oriente. Questi ultimi erano truppe condotte da capi barbari obbligati da un trattato di alleanza con Roma a servire l'Impero, oppure dediticii. Tali forze furono impiegate dai Romani nel corso dell'intera storia imperiale: per esempio le scene di battaglie raffigurate nella Colonna di Traiano a Roma mostrano che truppe di foederati rivestirono un ruolo importante nella Conquista della Dacia (101–6).
Nel corso del IV secolo, come del resto durante il Principato, queste truppe erano organizzate in mal definite unità basate ciascuna su un singolo gruppo etnico denominate numeri ("truppe", anche se numerus poteva denotare anche una regolare unità di fanteria). Essi servivano l'Impero al fianco dell'esercito regolare per l'intera durata di particolari campagne militari o per un periodo specifico. In condizioni normali il loro servizio militare si limitava alla regione dove la tribù risiedeva, ma talvolta potevano essere impiegate anche altrove. Essi erano sotto il comando dei loro capi. Non è chiaro se utilizzassero le proprie armi e armature o, in alternativa, l'equipaggiamento standard dell'esercito romano. Nell'esercito tardo-imperiale, alcuni dei numeri che si erano rivelati più utili e che ormai da lungo tempo servivano l'Impero sembrano essere stati assorbiti nell'esercito regolare, integrandosi al punto da divenire indistinguibili dalle altre unità.

## Uomini del corpo di truppa
Costantino II
     Costante I
     Dalmazio
     Costanzo II

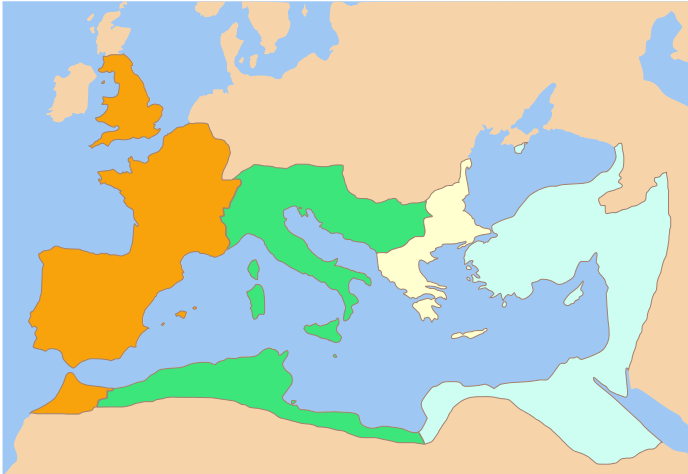
Divisione dell'Impero romano tra i quattro cesari (avvenuta nel settembre del 335, con la possibile creazione del Magister militum per Thracias) e poi da maggio a settembre 337, tra la morte di Costantino I e l'elevazione ad augusti dei suoi tre figli (con la probabile creazione di 3 magister militum praesentalis, che si aggiungevano ai 4 "mobili" regionali: per Gallias, per Illyricum, per Orientem e per Thracias).
Costantino II
Costante I
Dalmazio
Costanzo II

Una nuova serie di riforme fu poi portata avanti da Costantino, a completamento della riforma militare di Diocleziano, una volta divenuto unico Augusto, subito dopo la sconfitta definitiva di Licinio nel 324. Il percorso che egli compì, fu però graduale nel corso degli ultimi tredici anni di regno (dal 324 al 337, anno della sua morte).

### Gerarchie militari
Egli per prima cosa riorganizzò le gerarchie militari, a partire da quelle più prestigiose. La guida dell'esercito fu sottratta ai prefetti del Pretorio (nel 312), ed ora affidata inizialmente (dal 312 al 324?) ad un magister peditum (per la fanteria) ed un magister equitum (per la cavalleria). I due titoli potevano tuttavia essere riuniti in un'unica persona, tanto che in questo caso la denominazione della carica si trasformava magister peditum et equitum o magister utriusque militiae o magister militum (carica che per Yann Le Bohec apparterrebbe al tardo periodo costantiniano, quando potrebbe averne istituito uno praesentalis). Chi si trovava in questa posizione, era a capo dell'"esercito mobile" di un'intera prefettura del Pretorio (si trattava delle cosiddette unità palatinae) e di tutta una serie di Comites regionali, a loro volta a capo dell'"esercito mobile" di una singola Diocesi (le cosiddette unità comitatenses). A questi poi erano da sommare quelli "stabili", posti a guardia del limes (formati da limitanei, sotto il comando di duces di tratti di limes).

#### Evoluzione delMagister militum
Nel corso del regno di Costantino I, dopo l'elevazione a Cesare del figlio primogenito Crispo (il 1º marzo del 317), cominciò a prefigurarsi una prima divisione interna tra eserciti "mobili" centrali (o praesentalis, ovvero sotto il diretto controllo dell'Augusto, tramite il suo magister militum) ed eserciti "mobili" regionali, affidati ai suoi figli, come nel caso del Magister militum per Gallias che collaborava con il figlio Crispo.
È probabilmente solo con la morte di Costantino I (nel 337), che i figli Costantino II, Costante I e Costanzo II, crearono ciascuno un proprio comandante supremo dell'esercito imperiale (in questo caso di una delle tre Partes), introducendo quindi tre magistri militum praesentalis (equitum e peditum o semplicemente I, II e III), sebbene qualcuno ipotizzi che l'istituzione di tale carica potrebbe appartenere ad epoca successiva (tra Costanzo II e Teodosio I). Questa prestigiosa carica fu accentrata nelle mani di un solo magister militum praesentalis, spesso più influente dell'Imperatore (si pensi a Stilicone ed a Flavio Ezio).
E sempre di tarda epoca costantiniana (dal 317 al 335), potrebbe invece essere l'istituzione dei quattro magistri militum non-praesentalis, per l'Oriente (affidato al figlio Costanzo II), l'Illirico (Costante I), la Gallia (prima affidata a Crispo dal 317/318 e poi a Costantino II dal 335) ed infine la Tracia (creata forse nel 335 ed affidata al nipote Flavio Dalmazio).
Qui di seguito viene riportata una possibile evoluzione della carica di Magister militum quale sintesi di quanto sopra riportato:
| Evoluzione della carica di Magister militum da Costantino I a Costanzo II (312-361) | Evoluzione della carica di Magister militum da Costantino I a Costanzo II (312-361)   | Evoluzione della carica di Magister militum da Costantino I a Costanzo II (312-361)   | Evoluzione della carica di Magister militum da Costantino I a Costanzo II (312-361)   | Evoluzione della carica di Magister militum da Costantino I a Costanzo II (312-361)   | Evoluzione della carica di Magister militum da Costantino I a Costanzo II (312-361)   | Evoluzione della carica di Magister militum da Costantino I a Costanzo II (312-361)   | Evoluzione della carica di Magister militum da Costantino I a Costanzo II (312-361) | Evoluzione della carica di Magister militum da Costantino I a Costanzo II (312-361) | Evoluzione della carica di Magister militum da Costantino I a Costanzo II (312-361) | Evoluzione della carica di Magister militum da Costantino I a Costanzo II (312-361) | Evoluzione della carica di Magister militum da Costantino I a Costanzo II (312-361) |
| ----------------------------------------------------------------------------------- | ------------------------------------------------------------------------------------- | ------------------------------------------------------------------------------------- | ------------------------------------------------------------------------------------- | ------------------------------------------------------------------------------------- | ------------------------------------------------------------------------------------- | ------------------------------------------------------------------------------------- | ----------------------------------------------------------------------------------- | ----------------------------------------------------------------------------------- | ----------------------------------------------------------------------------------- | ----------------------------------------------------------------------------------- | ----------------------------------------------------------------------------------- |
| dal 312 al 317                                                                      | magister peditum e magister equitum Costantino I Augusta Treverorum, Roma, Mediolanum | magister peditum e magister equitum Costantino I Augusta Treverorum, Roma, Mediolanum | magister peditum e magister equitum Costantino I Augusta Treverorum, Roma, Mediolanum | magister peditum e magister equitum Costantino I Augusta Treverorum, Roma, Mediolanum | magister peditum e magister equitum Costantino I Augusta Treverorum, Roma, Mediolanum | magister peditum e magister equitum Costantino I Augusta Treverorum, Roma, Mediolanum | Licinio                                                                             | Licinio                                                                             | Licinio                                                                             | Licinio                                                                             |                                                                                     |
| dal 318 al 324                                                                      | Magister militum per Gallias Crispo Augusta Treverorum e Mediolanum                   | Magister militum per Gallias Crispo Augusta Treverorum e Mediolanum                   | Magister militum per Gallias Crispo Augusta Treverorum e Mediolanum                   | magister peditum e magister equitum Costantino I Serdica e Sirmium                    | magister peditum e magister equitum Costantino I Serdica e Sirmium                    | magister peditum e magister equitum Costantino I Serdica e Sirmium                    | magister peditum e magister equitum Costantino I Serdica e Sirmium                  | Licinio                                                                             | Licinio                                                                             | Licinio                                                                             |                                                                                     |
| dal 325 al 334                                                                      | Magister militum per Gallias Costantino II Augusta Treverorum                         | Magister militum per Gallias Costantino II Augusta Treverorum                         | Magister militum per Gallias Costantino II Augusta Treverorum                         | Magister militum per Illyricum (?) Serdica e Sirmium                                  | Magister militum praesentalis Costantino I Nicomedia e Costantinopoli                 | Magister militum praesentalis Costantino I Nicomedia e Costantinopoli                 | Magister militum praesentalis Costantino I Nicomedia e Costantinopoli               | Magister militum per Orientem (?) Antiochia                                         | Magister militum per Orientem (?) Antiochia                                         | Magister militum per Orientem (?) Antiochia                                         |                                                                                     |
| dal 335 al 337                                                                      | Magister militum per Gallias Costantino II Augusta Treverorum                         | Magister militum per Gallias Costantino II Augusta Treverorum                         | Magister militum per Gallias Costantino II Augusta Treverorum                         | Magister militum per Illyricum Costante I Sirmium (?)                                 | Magister militum praesentalis Costantino I Costantinopoli                             | Magister militum praesentalis Costantino I Costantinopoli                             | Magister militum per Thracias Dalmazio Serdica (?)                                  | Magister militum per Orientem Costante II Antiochia                                 | Magister militum per Orientem Costante II Antiochia                                 | Magister militum per Orientem Costante II Antiochia                                 |                                                                                     |
| dal 337 al 340                                                                      | Magister militum per Gallias Costantino II Augusta Treverorum                         | Magister militum per Gallias Costantino II Augusta Treverorum                         | Magister militum praesentalis Costantino II                                           | Magister militum per Illyricum Costante I                                             | Magister militum praesentalis Costante I                                              | Magister militum praesentalis Costante I                                              | Magister militum per Thracias Costante I                                            | Magister militum praesentalis Costanzo II                                           | Magister militum per Orientem Costanzo II                                           | Magister militum per Orientem Costanzo II                                           |                                                                                     |
| dal 340 al 350                                                                      | Magister militum per Gallias Costante I Augusta Treverorum                            | Magister militum per Gallias Costante I Augusta Treverorum                            | Magister militum praesentalis Costante I Mediolanum (?)                               | Magister militum per Illyricum Costante I                                             | Magister militum praesentalis Costante I                                              | Magister militum praesentalis Costante I                                              | Magister militum per Thracias Costanzo II                                           | Magister militum praesentalis Costanzo II                                           | Magister militum per Orientem Costanzo II                                           | Magister militum per Orientem Costanzo II                                           |                                                                                     |
| dal 350 al 352                                                                      | Magister militum per Gallias Magnenzio                                                | Magister militum per Gallias Magnenzio                                                | Magister militum praesentalis Magnenzio                                               | Magister militum per Illyricum Magnenzio                                              | Magister militum praesentalis Costanzo II                                             | Magister militum praesentalis Costanzo II                                             | Magister militum per Thracias Costanzo II                                           | Magister militum praesentalis Costanzo II                                           | Magister militum per Orientem Costanzo II                                           | Magister militum per Orientem Costanzo II                                           |                                                                                     |
| dal 353 al 354                                                                      | Magister militum per Gallias Costanzo II Augusta Treverorum                           | Magister militum per Gallias Costanzo II Augusta Treverorum                           | Magister militum praesentalis Costanzo II Mediolanum                                  | Magister militum per Illyricum Costanzo II                                            | Magister militum praesentalis Costanzo II                                             | Magister militum praesentalis Costanzo II                                             | Magister militum per Thracias Costanzo II                                           | Magister militum praesentalis Costanzo Gallo                                        | Magister militum per Orientem Costanzo Gallo                                        | Magister militum per Orientem Costanzo Gallo                                        |                                                                                     |
| dal 354 al 355                                                                      | Magister militum per Gallias Costanzo II Augusta Treverorum                           | Magister militum per Gallias Costanzo II Augusta Treverorum                           | Magister militum praesentalis Costanzo II Mediolanum                                  | Magister militum per Illyricum Costanzo II                                            | Magister militum praesentalis Costanzo II                                             | Magister militum praesentalis Costanzo II                                             | Magister militum per Thracias Costanzo II                                           | Magister militum praesentalis Costanzo II                                           | Magister militum per Orientem Costanzo II                                           | Magister militum per Orientem Costanzo II                                           |                                                                                     |
| dal 356 al 360                                                                      | Magister militum per Gallias Flavio Giuliano Augusta Treverorum                       | Magister militum per Gallias Flavio Giuliano Augusta Treverorum                       | Magister militum praesentalis Flavio Giuliano                                         | Magister militum per Illyricum Costanzo II                                            | Magister militum praesentalis Costanzo II                                             | Magister militum praesentalis Costanzo II                                             | Magister militum per Thracias Costanzo II                                           | Magister militum praesentalis Costanzo II                                           | Magister militum per Orientem Costanzo II                                           | Magister militum per Orientem Costanzo II                                           |                                                                                     |

#### Altri comandi
I gradi più bassi della nuova gerarchia militare prevedevano, oltre ai soliti centurioni e tribuni, anche i cosiddetti duces, i quali avevano il comando territoriale di specifici tratti di frontiera provinciale, a cui erano affidate truppe di limitanei.

### Reclutamento: volontario o per coscrizione fiscale
Il reclutamento avveniva o su base volontaria, o tramite la coscrizione fiscale, probabilmente introdotta da Diocleziano, oppure tramite reclutamento obbligatorio. La coscrizione fiscale consisteva nel obbligo dei proprietari terrieri di fornire le reclute privandosi di alcuni braccianti, nel caso non ci fosse la necessità di nuovi uomini il reclutamento fiscale veniva commutato in una sorta di tassa corrispondente al prezzo della recluta. Erano esenti dal reclutamento fiscale i senatori e in seguito anche altre categorie influenti nella società.

#### Romani
Durante il Principato, sembra che la maggior parte delle reclute, sia per quanto riguarda i legionari che gli ausiliari, fossero volontari (voluntarii). La coscrizione obbligatoria (dilectus) non fu mai interamente abbandonata, ma era attuata unicamente in situazioni di emergenza o in casi di campagne impegnative per intraprendere le quali era necessario un immenso numero di effettivi. Al contrario, l'esercito tardo-imperiale fece largo uso sulla coscrizione forzata per reclutare nuove truppe tra i cittadini romani. In primo luogo, furono emanate leggi che costringevano i figli dei veterani o dei soldati in servizio ad arruolarsi. In secondo luogo, una leva si svolgeva regolarmente ogni anno basandosi sulla indictio (valutazione della tassa sulla terra). A seconda dell'ammontare della tassa sulla terra, un latifondista, o un gruppo di latifondisti, erano obbligati a fornire un numero di reclute all'esercito in misura commisurata al valore dei propri possedimenti terrieri. Ovviamente, i latifondisti erano fortemente incentivati a tenere per se i giovani migliori affinché continuassero a lavorare nei loro possedimenti terrieri, inviando i meno abili e i meno produttivi a prestare il servizio militare. Le fonti attestano che tentarono di aggirare le leggi offrendo i figli dei soldati e i vagi per adempiere alla loro quota.
Tuttavia, la coscrizione non riguardava nella pratica la totalità della popolazione. In primo luogo, una leva basata sulla terra implicava necessariamente che le reclute fossero esclusivamente figli di contadini, escludendo quindi gli abitanti delle città. Ciò implicava che all'incirca il 20% della popolazione dell'Impero era esclusa dal servizio militare. Inoltre, come anche durante il Principato, gli schiavi non erano ammessi nell'esercito, come non lo erano uomini liberi di condizioni umili. Erano esclusi dal reclutamento anche gli ufficiali provinciali e i curiales (i membri del concilio cittadino). Queste regole non venivano applicate in modo rigido esclusivamente in casi di emergenza, come ad esempio nel corso della crisi militare del 405–6 (l'invasione dell'Italia di Radagaiso e la grande invasione barbarica della Gallia). Spesso l'obbligo di fornire truppe all'esercito era commutato nel versamento di denaro allo stato, a un tasso fissato per ogni recluta non fornita all'esercito. Sembra dall'evidenza molto magra delle fonti che la coscrizione non era applicata in tutte le province ma piuttosto era concentrata pesantemente nelle aree tradizionali di reclutamento dell'esercito della Gallia (incluse le due province Germaniae lungo il Reno) e le province danubiane, mentre le altre regioni ottenevano presumibilmente l'esenzione dal fornire reclute abbastanza frequentemente. Un'analisi delle origini, quando note, dei comitatenses nel periodo 350–476 mostra che nell'esercito d'Occidente, le diocesi dell'Illirico e di Gallia fornivano insieme il 52% delle reclute totali. In totale, le regioni danubiane fornivano all'incirca la metà delle reclute dell'intero esercito, malgrado comprendessero solo tre delle 12 diocesi in cui era stato suddiviso l'Impero. Questo quadro richiama molto la situazione dell'esercito nel II secolo.
Le aspiranti reclute dovevano superare un esame per poter essere ritenute idonee. Le reclute dovevano avere 20–25 anni, intervallo che fu successivamente esteso a 19–35 anni nel tardo IV secolo. Le reclute dovevano essere inoltre di costituzione sana ed essere alte almeno 6 piedi romani (175 cm) fino al 367, quando l'altezza minima fu ridotta a 5 piedi romani e 3 palmi (167 cm).
Una volta che una recluta veniva ritenuta idonea, essa veniva costretta a portare dei documenti di riconoscimento in modo da poterla meglio individuare e riconoscere nel caso avesse tentato di disertare. Essa doveva portare un disco di riconoscimento (che era indossato intorno al collo) e un certificato di arruolamento (probatoria). Essa era poi assegnata ad una unità. Una legge del 375 indicava che quelle più in forma e abili fossero assegnate ai comitatenses. Nel IV secolo, la durata minima del servizio militare era di 20 anni (24 anni nel caso di alcune unità di limitanei). La durata minima del servizio era stata ridotta rispetto ai 25 anni sia nelle legioni che negli ausiliari durante il Principato.
L'uso diffuso della coscrizione, il reclutamento forzato dei figli dei soldati, l'aver reso sempre meno stringenti i requisiti di altezza e di età per poter entrare nell'esercito, sembrerebbe confermare il quadro di un esercito in grosse difficoltà nel trovare un numero sufficiente di reclute. Le difficoltà nel reclutamento sono confermate dalle leggi dell'epoca: tra queste spiccano misure per contrastare casi di automutilazione pur di evitare il servizio militare (come ad esempio tagliarsi un pollice), compreso un decreto del 386 che puniva i rei di tale reato addirittura con il rogo. La diserzione era un altro serio problema diffuso nell'esercito tardo-imperiale. Per limitare il fenomeno, la concessione di licenze di assentarsi dal servizio (commeatus) era molto più rigorosamente regolata rispetto al Principato. Mentre nel II secolo, tale licenza era garantita a discrezione del proprio comandante del reggimento, nel IV secolo, essa era concessa unicamente dagli ufficiali più importanti dell'esercito (dux, comes o magister militum). I problemi nel reclutamento sono confermati dall'evidenza che le unità del comitatus avessero dimensioni reali all'incirca un terzo rispetto alle dimensioni ufficiali. La massiccia disparità tra effettivi ufficiali e reali di ciascuna unità confermerebbe i problemi di reclutamento. Contro questa tesi, Elton sostiene invece che l'esercito del tardo impero non avesse in realtà seri problemi di reclutamento, come sembrerebbero suggerire la grande quantità di esenzioni dalla coscrizione concesse in quel periodo.

#### Barbari

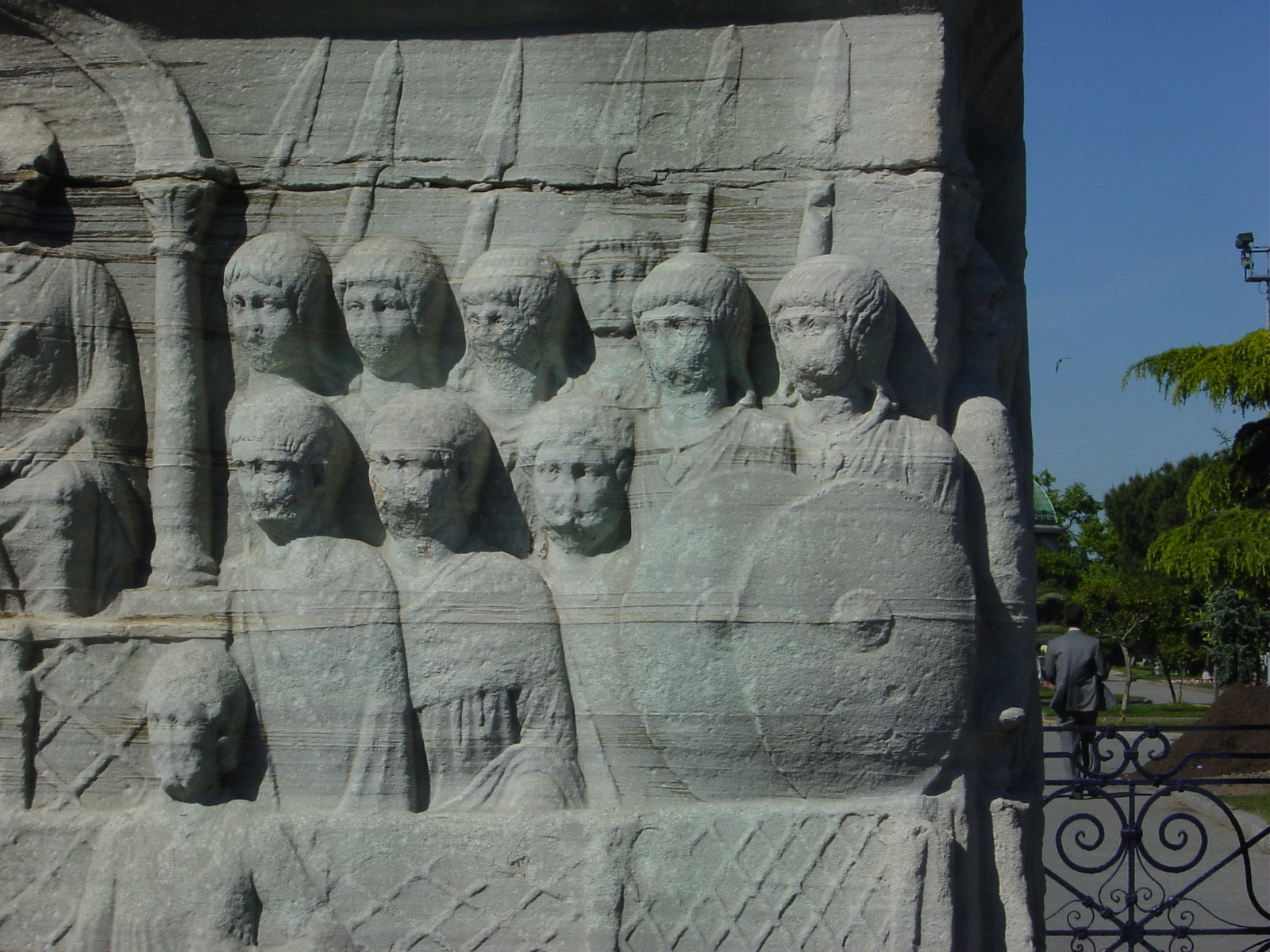
Soldati romani di epoca tardo-imperiale, probabilmente barbari, raffigurati dal bassorilievo sulla base dell'obelisco di Teodosio I a Costantinopoli (ca. 390). Le truppe appartenevano a un reggimento di Palatini, ovvero le guardie del corpo dell'Imperatore (sinistra). Più di un terzo dei soldati dei palatini erano di origini barbariche. Si notino le collane con ciondoli reggimentali e i capelli lunghi, uno stile importato dalle reclute barbariche, in netto contrasto con i capelli corti dei soldati del Principato.

Barbari ("barbari") era il termine generico utilizzato dai Romani per indicare le popolazioni residenti oltre le frontiere dell'Impero, e significava "stranieri" (derivava da una parola greca che significava "essere balbuzienti").
La maggior parte degli studiosi ritiene che significative quantità di barbari erano reclutate durante il Principato dalle auxilia (le legioni erano chiuse ai non cittadini). Tuttavia, vi è scarsa evidenza di ciò prima del III secolo. Tale magra evidenza suggerisce che la vasta maggioranza, se non tutti, degli ausiliari erano peregrini romani (cittadini di seconda classe) oppure cittadini romani. In ogni caso, l'esercito del IV secolo faceva indubbiamente ricorso al reclutamento tra i barbari in misura molto maggiore rispetto all'esercito del Principato. L'evidenza di un maggiore impiego di barbari può essere riassunta così:
1. La Notitia elenca una quantità di insediamenti militari barbari nell'Impero. Noti come laeti o gentiles ("nativi"), esse erano una fonte importante di reclute per l'esercito. A gruppi di tribù germaniche o sarmatiche furono concesse terre e insediamenti all'interno dell'Impero, in cambio del servizio militare. Molto probabilmente ogni comunità era vincolata da un trattato a fornire uno specifico numero di truppe all'esercito ogni anno.[114] Il reinsediamento all'interno dell'Impero di tribù barbariche in cambio del servizio militare non era un fenomeno nuovo emerso nel IV secolo: tale pratica risaliva addirittura ai tempi di Augusto.[122] Ma sembra che l'insediamento di barbari all'interno dell'Impero era più sistematica e a molta più larga scala nel IV secolo.[123]
2. La Notitia elenca molte unità con nomi barbari. Esse erano probabilmente il risultato della trasformazione di unità alleate regolari sotto il comando di capi barbari (note come socii, o foederati) in unità regolari. Durante il Principato, unità regolari con nomi barbari non sono attestate fino al III secolo, per esempio l'ala I Sarmatarum attestata nella Britannia del III secolo.[124]
3. L'emergenza di significative quantità di ufficiali dell'esercito regolare di alto rango con nomi barbari. Agli inizi del V secolo, l'esercito romano-occidentale era spesso controllato da generali di origine barbarica, come Arbogaste, Stilicone e Ricimero.[125]
4. L'adozione da parte dell'esercito di quarto secolo di costumi barbari (specialmente germanici) suggerisce un incremento dell'influenza dei barbari nell'esercito. A parte l'adozione di costumi e armi di provenienza tipicamente barbarica, i soldati cominciarono a portare anche i capelli alla barbarica, specialmente nei reggimenti di palatini, dove le reclute di provenienza barbarica erano numerose.[126]

Tutte le stime sull'ammontare delle truppe di origini barbariche nell'esercito del IV secolo sono altamente speculative, data la magrezza delle fonti del periodo. Secondo la stima di Elton, all'incirca un quarto del campione di ufficiali dell'esercito era di origini barbariche nel corso del periodo 350–400. Un'analisi condotta per decenni mostra che questa proporzione non andò aumentando nel corso del tempo, e nemmeno agli inizi del V secolo. La tendenza successiva implica che la proporzione di barbari nei ranghi inferiori dell'esercito non era poi così eccessiva, altrimenti la proporzione degli ufficiali barbari sarebbe dovuta aumentare con il tempo come conseguenza di ciò.
Se la proporzione di barbari nell'esercito era all'incirca del 25%, essa costituiva probabilmente un aumento considerevole rispetto alla quantità di barbari nell'esercito regolare del II secolo. Se la stessa proporzione di barbari fosse stata reclutata tra gli ausiliari nell'esercito del II secolo, allora un eccesso di 40% di reclute sarebbero state di origini barbariche, poiché i reggimenti di ausiliari costituivano il 60% dell'esercito regolare di terra. Non vi sono evidenze che il reclutamento di barbari avveniva a così larga scala nel II secolo. Un'analisi di soldati noti di origini non-romane mostrano che il 75% di essi erano germanici: Franchi, Alemanni, Sassoni, Goti, e Vandali sono attestati nei nomi delle unità della Notitia. Altre fonti significative di reclute erano i Sarmati lungo il Danubio, e gli Armeni e Iberi nel Caucaso.
In contrasto con le reclute romane, la vasta maggioranza delle reclute barbariche erano probabilmente volontari, attratti dalla carriera e dai privilegi ottenuti diventando soldati al servizio di Roma, di gran lunga migliori delle loro condizioni di vita nella loro patria. Una minoranza di reclute barbariche era reclutata a forza, ed erano noti come dediticii: barbari che si erano arresi alle autorità romane, spesso per sfuggire a tribù confinanti ostili, o tribù che erano stati sconfitte dai Romani e obbligate da un trattato a fornire un numero specifico di reclute annualmente. I Barbari potevano essere reclutati direttamente, come individui arruolati nei reggimenti regolari, o indirettamente, come membri di unità irregolari di foederati trasformati successivamente in reggimenti regolari.

### Imbarbarimento dell'esercito romano
Nel Tardo Impero l'esercito romano, arrivato con Costantino a circa 600 000 uomini (se non di più), per mantenere le dimensioni richieste dalla crescente pressione barbarica ai confini e non potendo contare su reclute di cittadinanza romana, a causa sia del calo demografico all'interno dei confini dell'Impero, sia per la resistenza alle costrizioni, ricorse sempre di più a contingenti barbari, utilizzati dapprima come mercenari a fianco delle legioni, ed in seguito, in forme sempre più massicce, come foederati che conservavano i loro modi nazionali di vivere e fare la guerra. Il risultato fu un esercito romano nel nome, ma sempre più estraneo alla società che era chiamato a proteggere.
Il reclutamento obbligatorio era destinato ai gruppi barbari, chiamati laeti, stanziati all'interno dell'Impero con l'obbiettivo di ripopolare alcuni territori abbandonati e, per ereditarietà dei mestieri, ai figli di ex militari che però godevano di privilegi dovuti alla carriera dei propri padri. Con il passare dei secoli l'ingresso nell'impero di gruppi barbari fu visto come l'occasione per acquisire nuove reclute. L'esercito quindi svolse un grande ruolo nella romanizzazione dei barbari, la loro integrazione era talmente forte che potevano intraprendere la stessa carriera dei propri colleghi romani. La politica di integrazione perseguita tra il III e il IV secolo rese inutile a partire dal regno di Costantino un documento che concedesse formalmente la cittadinanza ai veterani barbari poiché questi erano già perfettamente romanizzati.

## Rango, paga e benefici

### Soldati semplici
Alla base della piramide vi erano i soldati semplici: pedes (fanti) ed eques (cavalieri). A differenza delle loro controparti del II secolo, l'equipaggiamento e il cibo di un soldato del IV secolo non era detratto dal suo salario (stipendium), ma gli veniva fornito gratuitamente. Questo perché lo stipendium, pagato in deprezzati denarii d'argento, era sotto Diocleziano molto minore rispetto che nel II secolo. Perse il suo valore residuo sotto Costantino e cessò di essere pagato regolarmente verso la metà del IV secolo.
L'unica rendita sostanziale per il soldato era rimasta i donativa, premi in denaro elargiti periodicamente dagli Imperatori, che erano pagati in solidi d'oro, o in argento puro. Vi erano donativi regolari di 5 solidi per ogni cinque anni di regno dell'Imperatore regnante. All'ascesa di un nuovo Imperatore, inoltre venivano elargiti a i soldati 5 solidi e una libbra d'argento (l'equivalente di ulteriori 4 solidi, per un totale di 9 solidi). I 12 Augusti che governarono l'Occidente dal 284 al 395 regnarono in media nove anni ciascuno. Pertanto i donativi per l'ascesa si avevano in media ogni nove anni per una media di un solido per anno. La rendita del tardo soldato romano sarebbe ammontata a una media di almeno 2 solidi per anno. È anche possibile, anche se non attestato dalle fonti, che i premi per l'ascesa venivano pagati per ogni Augusto e che avvenivano premi anche per l'ascesa di ogni Cesare. La rendita documentata di 2 solidi ammontava a solo un quarto della rendita di un legionario del II secolo (all'incirca l'equivalente di 8 solidi). La rendita di un soldato del tardo Impero (che comprendeva la concessione di un piccolo lotto di terra da coltivare) era assai minuscola comparata con quella di un legionario del II secolo, all'incirca un decimo.
Malgrado l'evidente disparità con il Principato, Jones ed Elton sostengono che la remunerazione dei soldati nel IV secolo fosse comunque attraente per intraprendere la carriera militare se paragonata con le magre condizioni di vita in cui vivevano le famiglie di molti contadini soldati, costrette a vivere a un livello di sussistenza. Contro questa tesi, va fatta notare l'attestata impopolarità del servizio militare.
Tuttavia, la paga potrebbe essere stata di gran lunga più attraente nelle unità di livello superiore. Alla cima della piramide della paga vi erano i reggimenti di cavalleria di élite delle scholae. Seguivano le unità di palatini, i comitatenses, e infine i limitanei. Vi è magra evidenza per le differenze di paga tra i vari gradi, ma dovevano essere sostanziali a giudicare dal fatto che un actuarius di un reggimento del comitatus era pagato il 50% in più rispetto alla sua controparte in un reggimento pseudocomitatensis.

### Ufficiali dei reggimenti
I gradi degli ufficiali dei reggimenti nelle unità vecchio stile (legiones, alae e cohortes) rimasero gli stessi del Principato e comprendevano quelli di Centurione e decurione. Nelle unità nuovo stile (vexillationes, auxilia, ecc.), sono attestati ranghi con nomi differenti, che sembrano essere stati modellati sui titoli dei burocrati locali. Poco si sa su questi ranghi, al punto che è impossibile equipararli con certezza con i ranghi tradizionali. Vegezio afferma che il ducenarius comandava, come implica il nome, 200 soldati. Se è così, il centenarius potrebbe essere stato l'equivalente del centurione nelle unità vecchio stile. Probabilmente la comparazione più accurata è per livello di paga quando conosciuta:
| Multiplo della paga standard (II sec.) o annona (IV sec.) | coorti del II secolo (ranghi ascendenti)                                                                                           | ala del II sec. (ranghi ascendenti)                                                                                           | XXX | unità del IV secolo (ranghi ascendenti)                        |
| --------------------------------------------------------- | --- | --- | --- | -------------------------------------------------------------- |
| 1                                                         | pedes (fante) | gregalis (cavaliere) |     | pedes (eques)                                                  |
| 1.5                                                       | tesserarius ("corporal") | sesquiplicarius ("corporal")                                                                                                  |     | semissalis                                                     |
| 2                                                         | signifer (portatore dell'insegna della centuria) optio (deputato del centurione) vexillarius (portatore dell'insegna della coorte) | signifer (portatore dell'insegna della turma) curator? (deputato del decurione) vexillarius (portatore dell'insegna dell'ala) |     | circitor biarchus                                              |
| 2.5 a 5                                                   | | |     | centenarius (2.5) ducenarius (3.5) senator (4) primicerius (5) |
| Oltre 5                                                   | centurio (centurione) centurio princeps (capo centurione) beneficiarius? (deputato del comandante della coorte)                    | decurio (comandante della turma) decurio princeps (capo decurione) beneficiarius? (deputato del comandante dell'ala)          |     |                                                                |

NOTA: i ranghi corrispondono solo per paga ricevuta, non necessariamente per funzione
La tabella soprastante mostra che le differenze di paga tra gli ufficiali maggiori di un reggimento del IV secolo erano molto minori rispetto alle loro controparti del II secolo, in linea con la remunerazione minore goduta dagli ufficiali amministrativi di alto rango del IV secolo.

### Comandanti dei reggimenti e dei corpi
| Paga (multipli di pedes) | Rango (ordine ascendente)                                                | Num. di posti (Notitia)                             | Descrizione del lavoro |
| ------------------------ | ------------------------------------------------------------------------ | --------------------------------------------------- | --- |
| 12                       | Protector                                                                | Alcune centinaia (200 nei domestici sotto Giuliano) | comandante cadetto del reggimento |
| n.a.                     | Tribunus (o praefectus)                                                  | ca. 800                                             | comandante del reggimento |
| n.a.                     | Tribunus comes                                                           | n.a.                                                | (i) comandante, protectores domestici (comes domesticorum) (ii) comandante, brigadiere di due reggimenti gemellati o (iii) alcuni (dopo tutti) tribuni delle scholae (iv) alcuni ufficiali dello staff officers (tribuni vacantes) del magister o dell'Imperatore |
| 100                      | Dux (o, raramente, comes) limitis                                        | 27                                                  | comandante dell'esercito di frontiera |
| n.a.                     | Comes rei militaris                                                      | 7                                                   | (i) comandante dei comitatus regionali minori |
| n.a.                     | Magister militum (magister equitum in Occidente)                         | 4                                                   | comandante dei comitatus regionali maggiori |
| n.a.                     | Magister militum praesentalis (magister utriusque militiae in Occidente) | 3                                                   | comandante dell'esercito di scorta imperiale |

La tabella soprastante indica i ranghi degli ufficiali che detenevano una commissione (sacra epistula, let: "lettera solenne"). Essa era presentata dall'Imperatore in persona in una cerimonia apposita.

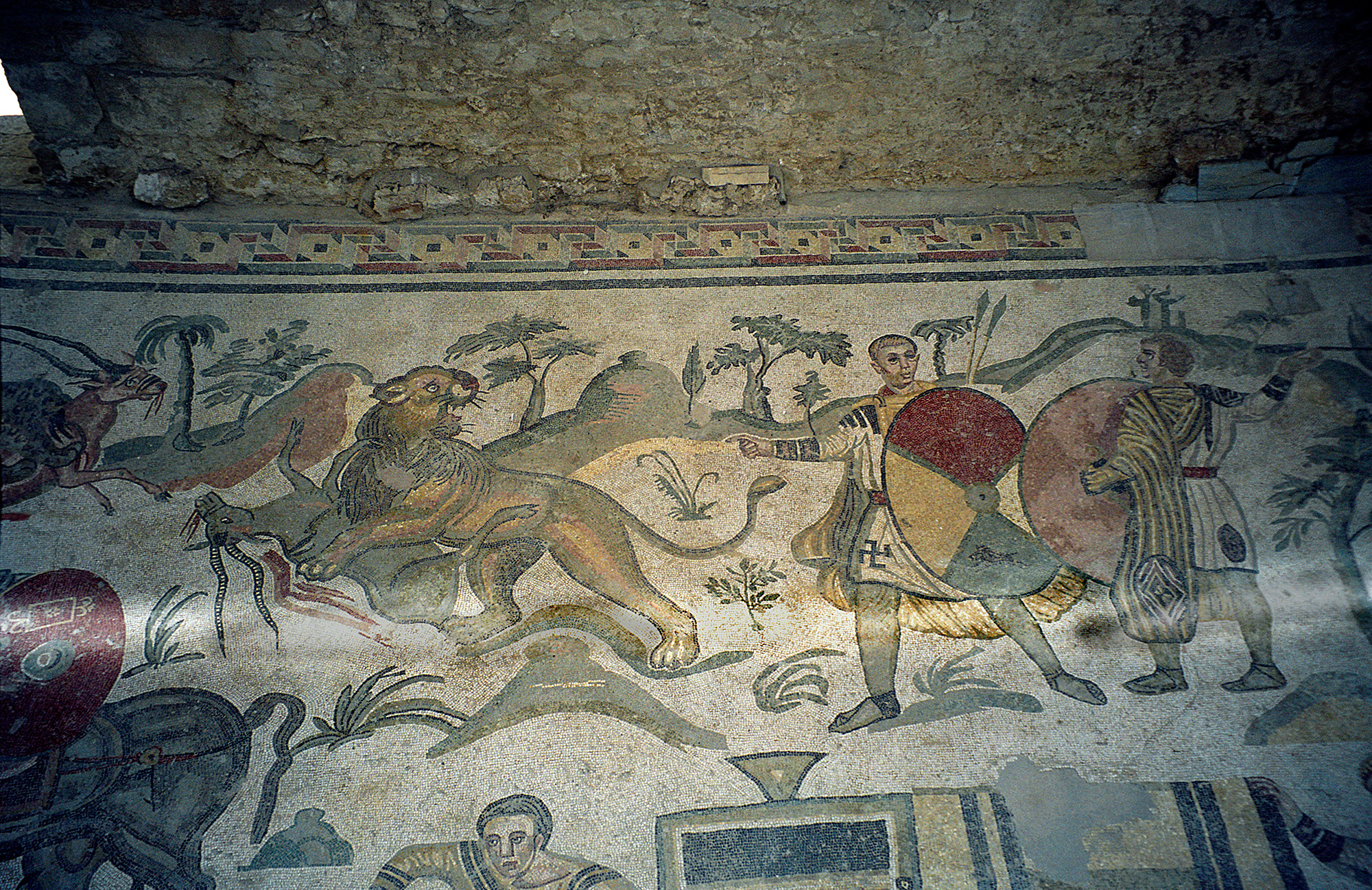
Dettaglio di un mosaico del IV secolo raffigurante una scena di caccia. Le figure sono probabilmente ufficiali militari romani, indossanti le tipiche vesti di non combattimento (sono privi di armatura ed elmetti, ma dispongono di scudo e lancia) dei soldati tardo-imperiali (nel corso dell'epoca imperiale, i soldati erano in genere ritratti in modalità di non combattimento). Si notino le tuniche bianche e lunghe. La svastica presente sulla tunica di sinistra era un simbolo mistico, probabilmente di origini indo-europee, rappresentante l'universo ed era usato comunemente dai Romani come motivo decorativo. Si notino anche il chlamys e i pantaloni. Da Piazza Armerina, Sicilia.

#### Comandanti cadetti dei reggimenti (protectores)
Una significativa innovazione del IV secolo consistette nei corpi di protectores, che comprendevano ufficiali cadetti maggiori. Anche se i protectores avrebbero dovuto essere soldati promossi a tale rango distinguendosi con merito in battaglia, divenne pratica diffusa ammettere ai corpi giovani provenienti al di fuori dell'esercito (spesso i figli degli ufficiali maggiori). I protectores formavano un corpo che era sia una scuola di addestramento di ufficiali che una squadra di ufficiali dello staff a cui venivano affidati incarichi speciali per conto del magistri militum o dell'Imperatore. Quelli al servizio dell'Imperatore erano noti come protectores domestici ed erano organizzati in quattro scholae sotto il comando di un comes domesticorum. Dopo alcuni anni di servizio nei corpi, un protector di norma riceveva una commissione dall'Imperatore e veniva collocato al comando di un reggimento militare.

#### Comandanti dei reggimenti (tribuni)
I comandanti dei reggimenti potevano essere denominati con tre possibili titoli: tribunus (per i reggimenti del comitatus e per le cohortes di frontiera), praefectus (per lo più altri reggimenti di limitanei) o praepositus (per milites e alcune unità etniche di alleati). Tuttavia, il titolo tribunus era usato colloquialmente per indicare il comandante di qualsiasi reggimento. Anche se la maggior parte dei tribuni provenivano dai corpi dei protectores, una minoranza di essi, ancora una volta in gran parte figli di ufficiali in servizio di alto rango, erano outsider che ricevettero direttamente l'incarico. Il prestigio e gli onori dei comandanti di reggimento variavano a seconda del rango della propria unità. Alla cima della piramide, ad alcuni comandanti delle scholae venne concesso il titolo nobile di comes, una pratica che divenne la norma dopo il 400.

#### Comandanti maggiori dei reggimenti (tribuni comites)
La comitiva o "Ordine dei Compagni (dell'Imperatore)", era un ordine di nobiltà istituito da Costantino I per onorare gli ufficiali alla testa dell'amministrazione civile e militare, in particolar modo gli appartenenti al suo seguito. Ad esso potevano far parte sia Senatori che Cavalieri. Era suddiviso in tre gradi, del quale solo il primo, comes primi ordinis, conservò un qualche valore anche dopo il 450, a causa dell'eccessiva rendita. In molti casi, il titolo era concesso ex officio, ma poteva essere anche puramente onorario.
Nella sfera militare, il titolo era concesso a un gruppo di tribuni che spiccavano per importanza. Questi comprendevano (1) il comandante del protectores domestici, il cui titolo originario è ignoto, ma che dal 350 era noto semplicemente come comes domesticorum; (2) alcuni tribuni delle scholae: dopo il 400 ca., ai comandanti delle scholae era di norma concesso tale titolo al momento dell'assunzione; (3) i comandanti di una brigata di due reggimenti gemellati del comitatus erano apparentemente denominati comites (tali reggimenti gemellati avrebbero sempre operato insieme, ad esempio le legioni Ioviani e Herculiani); (4) infine, ad alcuni tribuni senza un comando di un reggimento (tribuni vacantes), ma che avevano servito nello staff degli ufficiali dell'Imperatore o di un magister militum, poteva essere concesso il titolo. Anche se tutti questi ufficiali condividevano il titolo di comes primi ordinis, che comportava l'ammissione al rango senatoriale, non detenevano l'autorità militare di un comes rei militaris, che era un comandante di un'intera armata (in genere di uno dei comitatus regionali minori), e quindi di gran lunga più importante del comandante di soli uno o due reggimenti (o addirittura di nessuno).

#### Comandanti delle armate (duces,comites rei militaris,magistri militum)
I comandanti delle armate, composte da più reggimenti, erano noti come (dal meno importante al più importante): duces limitis, comites rei militaris, e magistri militum.
I Duces (o, raramente, comites) limitis, erano al comando delle truppe (limitanei), e delle flotte fluviali, impiegate in una o più province di frontiera. Fino al tempo di Costantino I, i duces dipendevano dal vicarius della diocesi in cui le loro truppe erano situate. Dopo il 360 ca., i duces in genere erano sotto l'autorità del comandante del comitatus posto alla difesa della loro diocesi (che poteva essere un magister militum o un comes). Tuttavia, essi avevano il titolo di dipendere direttamente dall'Imperatore, come mostrano diversi rescritti imperiali. Alcuni comandanti di frontiera detenevano, in via del tutto eccezionale, il titolo comes: ad esempio il comes litoris Saxonici in Britannia.
I Comites rei militaris erano in genere al comando dei comitatus regionali minori (meno di 15 000 soldati). All'epoca della Notitia, i comites si trovavano principalmente in Occidente, a causa della frammentazione maggiore del comitatus occidentale in molte armate mobili più piccole. In Oriente, vi erano invece soli 2 comites rei militaris, in Egitto e in Isauria. Eccezionalmente, essi erano solo al comando di reggimenti di limitanei. Il loro titolo potrebbe essere dovuto al fatto che dipendevano direttamente dall'Imperatore, almeno al tempo della Notitia (successivamente passarono sotto la giurisdizione del magister militum per Orientem).
Il Magister militum era un titolo che poteva avere come sinonimi magister utriusque militiae, magister equitum e magister peditum (allo stesso individuo potevano essere ascritti tutti questi titoli nelle fonti antiche). Un magister militum comandava i comitatus regionali di estensione maggiore (normalmente più di 20 000 soldati). Il titolo più alto di magister militum praesentalis era conferito ai comandanti delle armate imperiali di scorta. Un magister militum aveva sotto la sua giurisdizione i duces della diocesi dove aveva sede il suo comitatus.
Non è nota la percentuale di quanti dei comandanti delle armate erano ascesi dai ranghi più bassi, ma probabilmente doveva essere bassa in quanto la maggior parte dei soldati di livello inferiore avrebbero raggiunto un'età prossima alla pensione al tempo in cui fu loro assegnato il comando di un reggimento e non avrebbero più avuto il tempo per raggiungere un'ulteriore promozione. In aperto contrasto, i protectores e i tribuni dominavano gli alti comandi delle armate, e ricevevano incarichi importanti fin dalla giovane età. Per tali giovani, la promozione al comando di armate importanti poteva essere agevole e veloce: ad esempio il futuro Imperatore Teodosio I era già dux a 28 anni. Vi furono persino casi di salti di carriera agevoli per i favoriti dell'Imperatore. I comandanti delle scholae, che godevano di diretto accesso all'Imperatore, spesso raggiungevano l'ambita carica di magister militum, la più importante in assoluto dal punto di vista militare. Il generale di origini barbariche Agilone fu direttamente promosso a magister militum malgrado fosse semplicemente il tribunus di una schola nel 360.

## Equipaggiamento

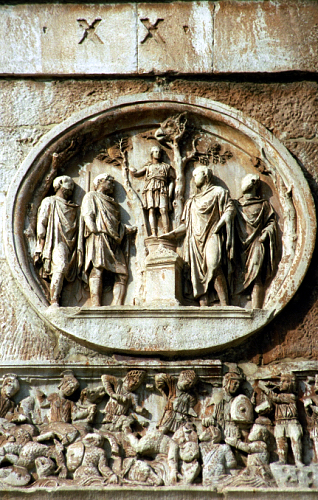
Fregio (in basso) mostrante la cavalleria di Costantino I mentre spinge le truppe di Massenzio nel fiume Tevere nella Battaglia di Ponte Milvio (312). L'immagine prova che i soldati nel IV secolo indossavano un'armatura di metallo (i soldati di Massenzio stanno indossando o cotta di maglia o armatura a scaglie, non è chiaro quale). La cavalleria costantiniana è apparentemente priva di armatura, probabilmente perché erano unità di cavalleria leggera illirica (equites Dalmatae) e arcieri a cavallo. Dettaglio dall'Arco di Costantino, Roma

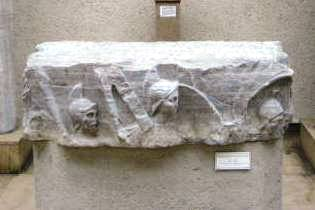
Dettaglio del bassorilievo sulla base della Colonna di Teodosio a Costantinopoli (Istanbul). Data c. 390. Soldati romani in azione. Si noti che il soldato al centro indossa un elmo stile Intercisa con cresta di ferro (probabilmente indicante un rango di ufficiale) e sta indossando cotta di maglia o armatura a scaglie, evidenza che l'affermazione di Vegezio che la fanteria smise di indossare elmi e armatura verso la fine del IV secolo è erronea. Istanbul Archaeological Museum

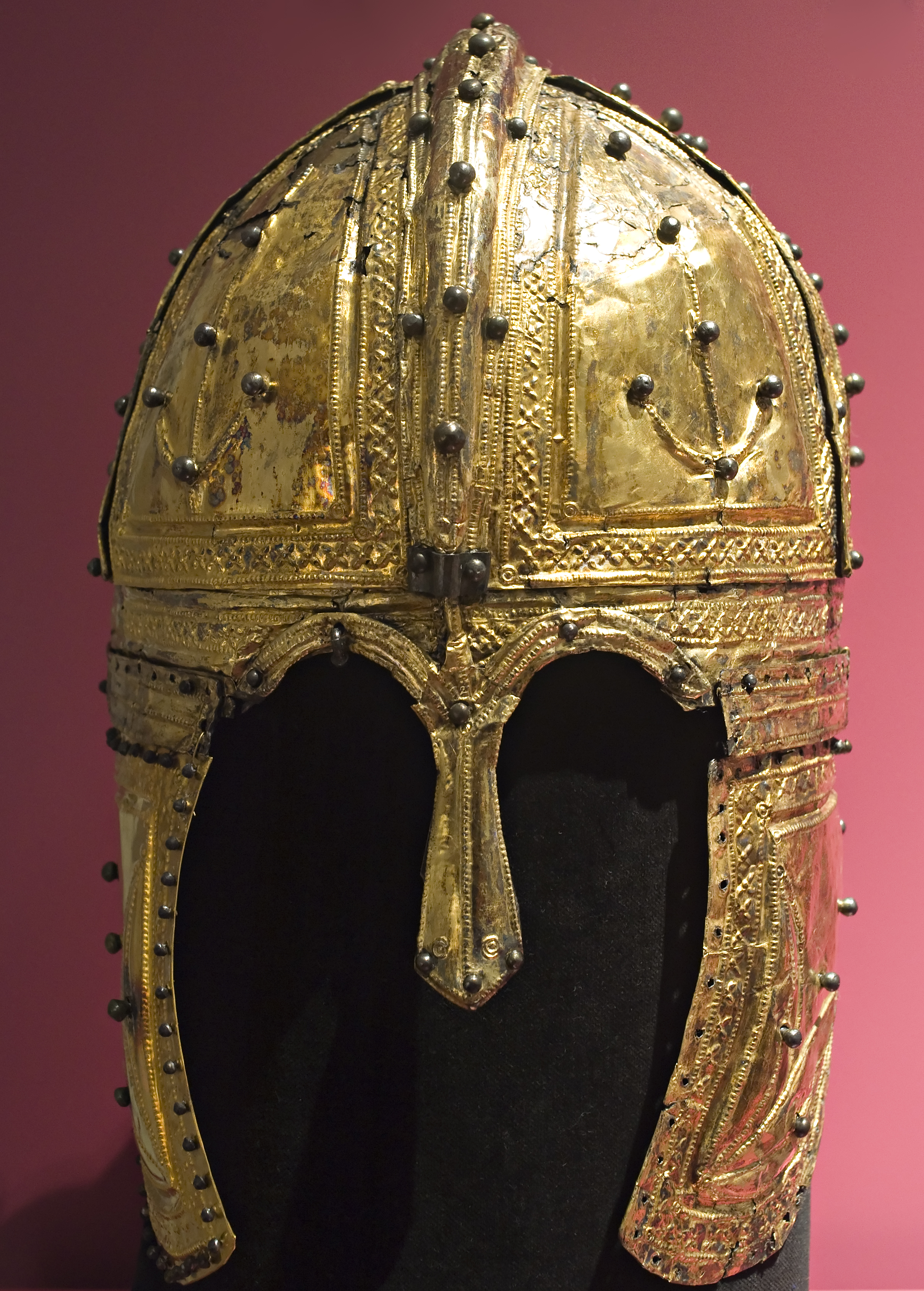
Elmetto romano tardo-imperiale, noto come l'elmetto Deurne. E' attribuito a un cavaliere degli equites stablesiani.

L'equipaggiamento base di un fante del IV secolo era essenzialmente lo stesso del II secolo: armatura corazzata di metallo, elmo di metallo, scudo e spada. Nel corso del III secolo si ebbe qualche relativo cambiamento. Tra le modifiche si ebbe l'adozione di vestiti più caldi, la scomparsa delle armi e delle armature caratteristiche del legionario, l'adozione da parte della fanteria dell'equipaggiamento usato dalla cavalleria nel periodo precedente, nonché un uso maggiore dei cavalieri armati alla pesante noti come catafratti.

### Vestiti
Nel corso del I e del II secolo, i vestiti di un soldato romano consistevano di un singolo pezzo, una tunica a maniche corte, il cui orlo raggiungeva le ginocchia, e speciali sandali (caligae). Questo modo di vestire, che lasciava braccia e gambe scoperte, si era evoluto in un clima mediterraneo e non era adatto al clima del Nord Europa nella stagione invernale. Nel Nord Europa, tuniche a maniche lunghe, pantaloni (bracae), calzini (indossati all'interno delle caligae) e stivali con lacci erano comunemente indossati durante l'inverno a partire dal I secolo. Nel corso del III secolo, questi vestiti divennero ancora più diffusi, diventando apparentemente comuni persino nelle province mediterranee. Tuttavia, è probabile che nel corso delle stagioni più torride, si facesse a meno dei pantaloni e le caligae venissero indossate al posto di calzini e stivali. Il vestiario tardo-romano era spesso altamente decorato, con strisce a zig zag o ricamate, clavi, medaglioni circolari, orbiculi, o pannelli quadrati, tabulae, aggiunte alle tuniche e ai mantelli. Questi elementi decorativi colorati in genere consistevano di figure geometriche e motivi stilizzati di piante, che potevano comprendere figure umane o di animali. Una parte distintiva della divisa di un soldato, anche se sembra che venisse indossata anche dai burocrati non militari, era un tipo di capello rotondo e senza falda noto come il pileo pannonico (pileus pannonicus).

### Armatura
I legionari del I e del II secolo facevano uso esclusivo della lorica segmentata o corazza a strisce laminate che era un complesso pezzo di armatura che forniva una protezione superiore agli altri tipi di armatura romana, come la cotta di maglia (lorica hamata) e l'armatura a scaglie (lorica squamata). Dei test sulle repliche moderne hanno dimostrato che questo tipo di armatura era impenetrabile alla maggior parte dei colpi diretti e a distanza. Era, tuttavia, scomoda da indossare, come hanno scoperto i rievocatori che hanno appurato che è dolorosa da indossare per più di poche ore per volta a causa dell'irritazione che provoca. Era inoltre costosa da produrre e difficile da mantenere. Nel corso del III secolo, la segmentata sembra essere stata abbandonata, come sembrerebbero confermare le raffigurazioni dell'epoca, che mostrano le truppe indossare soprattutto cotta di maglia o armatura a scaglie, l'armatura standard degli ausiliari del II secolo. Le raffigurazioni artistiche dell'epoca mostrano che la maggior parte dei soldati tardo-imperiali indossassero armature di metallo, nonostante Vegezio affermi il contrario. A titolo di esempio, le illustrazioni nella Notitia attestano che le fabricae (fabbriche di armi) dell'esercito producevano ancora cotta di maglia alla fine del IV secolo. Sono state rinvenute inoltre armature a scaglie e cotte di maglia datate al IV secolo rispettivamente a Treviri e a Weiler-La-Tour. Sembra che gli ufficiali indossassero in genere corazze muscolari di bronzo o di ferro, come ai tempi del Principato, insieme alle tradizionali pteruges. I cavalieri catafratti e clibanarii, da quanto risulta dalla limitata evidenza pittorica ma soprattutto dalle descrizione di queste truppe fornita da Ammiano, sembrerebbero aver indossato tipi specialistici di armatura. In particolare i loro arti erano protetti da laminature, formate da segmenti di metallo curvati e sovrapposti: "Laminarum circuli tenues apti corporis flexibus ambiebant per omnia membra diducti" ("cerchi sottili di lastre di ferro, adattate alle curve dei loro corpi, coprivano completamente i loro arti").

### Elmi
In generale, gli elmetti della cavalleria offrivano una maggiore protezione rispetto agli elmi di fanteria. La fanteria era meno vulnerabile in queste parti a causa della loro formazione maggiormente coesa nel corso dei combattimenti. Nel corso del III secolo, gli elmi della fanteria tendevano ad adottare quelle caratteristiche degli elmetti della cavalleria del Principato che offrivano maggiore protezione. Le protezioni delle guance potevano spesso essere fissati insieme sul mento per proteggere il volto, e coprivano le orecchie a parte una fenditura per permettere l'udito. Un esempio.è il tipo "Ausiliario E" o la sua variante Niederbieber. Gli elmi di cavalleria divennero sempre più avvolgenti, come ad esempio il tipo "Heddernheim", che è vicino al grande elmo medievale, ma al costo di una riduzione significativa della visione e dell'udito.
Verso la fine del III secolo si ebbe una completa discontinuità nel modo in cui erano realizzati gli elmi romani: i precedenti tipi di elmo romano, realizzati alla maniera celtica, furono infatti sostituiti da nuovi tipi che trassero ispirazione dagli elmetti prodotti nell'Impero sasanide. I nuovi tipi di elmi sono generalmente denominati "elmi ad arco" (in inglese "ridge helmets"). Essi sono suddivisi in due sottogruppi, i tipi "Intercisa" e "Berkasovo". Il modello "Intercisa" lasciava il volto scoperto e presentava dei buchi per le orecchie per permettere un buon udito. Era più semplice ed economico da fabbricare, e pertanto probabilmente di gran lunga il tipo più comune, nonostante fosse dal punto di vista strutturale più debole e quindi offrisse una protezione effettiva minore. Il tipo "Berkasovo", invece, offriva maggiore protezione. Molti degli elmi di questo tipo trovati erano probabilmente usati dalla cavalleria, in quanto non presentano buchi per le orecchie. Inusualmente l'elmo rinvenuto a Burgh Castle, in Inghilterra, è del tipo Berkasovo, pur presentando buchi per le orecchie. Protezioni per il volto di cotta di maglia o nella forma di 'maschere antropomorfe' di metallo, con buchi per gli occhi, erano spesso aggiunte agli elmi della cavalleria pesante, soprattutto agli elmetti dei cataphracti.
Malgrado l'apparente economicità nella produzione delle loro componenti fondamentali, molti esempi rinvenuti di elmi romani tardo-imperiali, inclusi quelli di tipo Intercisa, presentano evidenza di decorazioni costose nella forma di fodera di argento o di argento dorato. Una possibile spiegazione di ciò potrebbe essere la possibilità che la maggior parte degli esemplari superstiti potrebbero essere appartenuti a ufficiali e che quindi la decorazione in argento o in argento dorato denotasse il rango; gli elmi con pietre preziose indicherebbero alto rango, come nel caso dell'elmetto Deurne ornato, ritenuto da alcuni storici appartenuto a un ufficiale maggiore. Altri accademici, al contrario, considerano la possibilità che gli elmi decorati d'argento fossero indossati dai soldati del comitatus, e fossero loro assegnati come forma di paga o di premio.

### Scudi
Lo scutum legionario, uno scudo rettangolare convesso, scomparve nel corso del III secolo. Al suo posto, tutte le truppe, ad eccezione degli arcieri, adottarono lo scudo ovale (o talvolta rotondo) delle truppe ausiliarie, il cosiddetto clipeus. Gli scudi, come ad esempio quelli rinvenuti a Dura Europos e a Nydam, erano di costruzione dell'asse verticale, con gli assi fissati, ed erano perlopiù ricoperti alla faccia sia interna che esterna di cuoio dipinto. I bordi del scudo erano legati con pelle non conciata cucita, che si riduceva mentre si asciugava migliorando così la coesione strutturale. Erano inoltre più leggeri dei bordi di lega di rame usata negli scudi romani del periodo precedente.

### Armi da mano
Il gladius, una spada corta progettata per combattimenti da vicino, e che era l'arma da mano standard della fanteria del Principato (sia legionaria che ausiliaria), fu abbandonato nel corso del III secolo. La fanteria adottò al suo posto la spatha, una spada più lunga che nel corso del periodo precedente era stata impiegata unicamente dalla cavalleria. Inoltre, Vegezio menziona l'uso di una spada più corta denominata semispatha. Al contempo, la fanteria adottò una lancia inastata (hasta) che divenne la principale arma da combattimento da vicino soppiantando il gladius. Queste tendenze implicano una enfasi maggiore sul combattere il nemico "a lunghezza di braccia". Non vi è alcuna evidenza archeologica o artistica dell'uso del pugio, che è attestato fino al III secolo.

### Missili
Oltre alla lancia inastata, un fante tardo-imperiale poteva anche portare una lancia da getto (verutum) o uno spiculum, un tipo di pilum lungo e pesante, simile a un angone, o, in alternativa, un paio di giavellotti corti (lanceae). I fanti tardo-imperiali spesso portavano dardi denominati plumbatae (da plumbum = "piombo"), con una gittata effettiva di circa 30 m (98 ft), ben oltre quella di un giavellotto. I dardi erano trasportati sul retro dello scudo. Il fante tardo-imperiale aveva pertanto a disposizione armi con maggiore gittata rispetto ai suoi predecessori del Principato, che in genere disponevano di appena due pila. Gli arcieri romani tardo-imperiali continuarono a usare l'arco composito ricurvo come arma principale. Essa era un'arma sofisticata, compatta e potente, molto adatta per arcieri a cavallo o appiedati (con la versione per la cavalleria più compatta di quella per la fanteria). Un piccolo numero di arcieri poteva essere armato con balestre (manuballistae).

## Infrastruttura dei rifornimenti

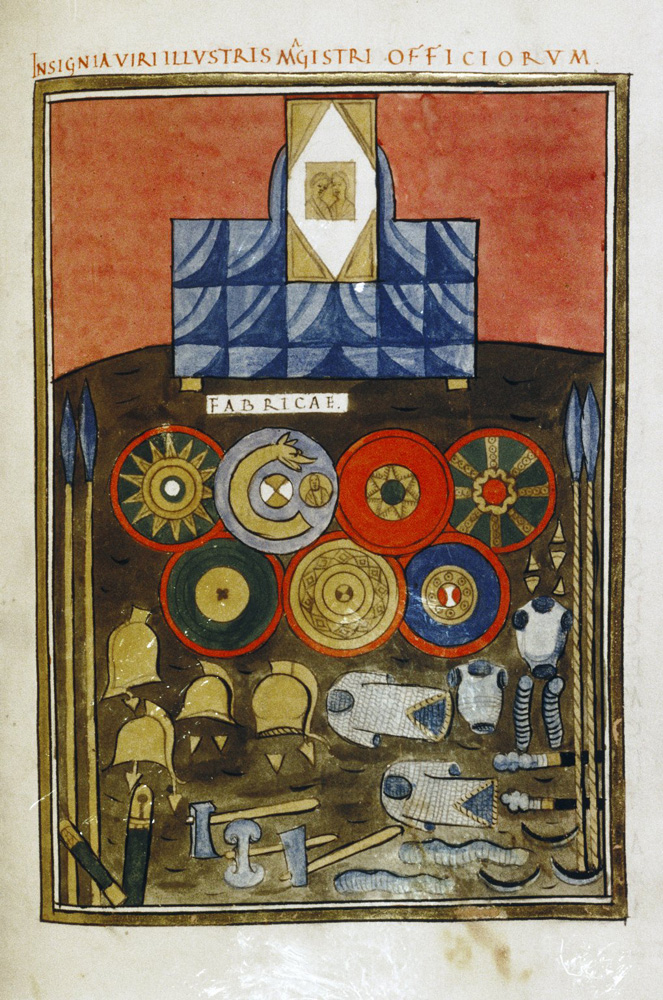
I prodotti delle fabricae, dalla Notitia dignitatum. L'illustrazione comprende: elmi, scudi, armature, e numerose armi.

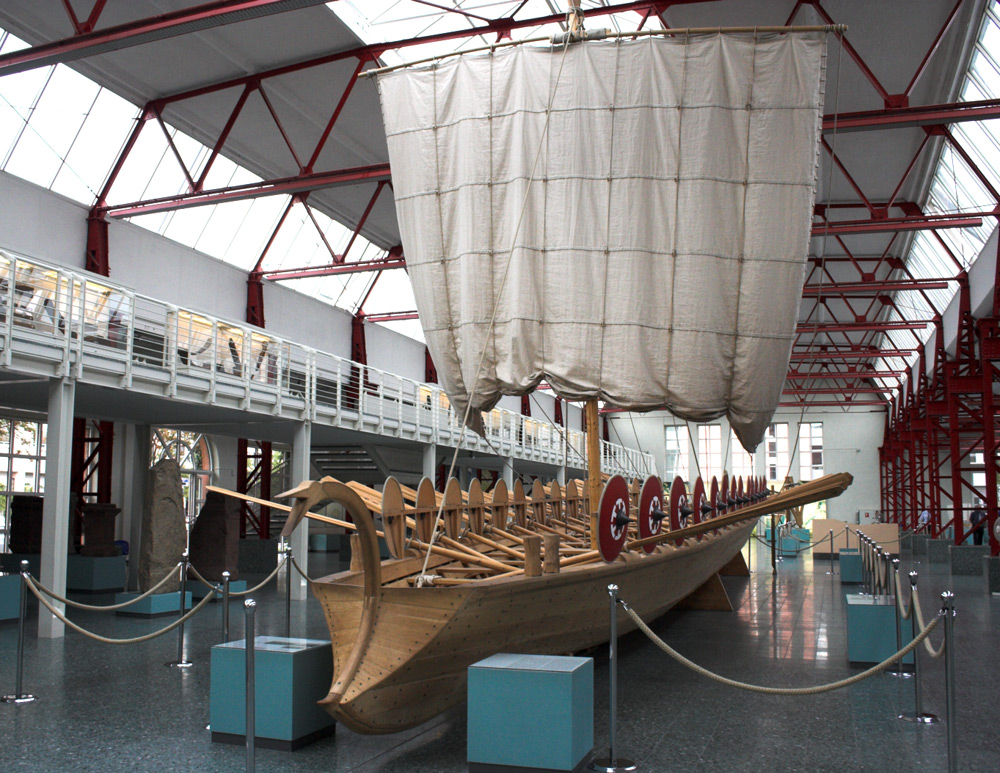
Ricostruzione a scala completa di una imbarcazione di pattuglia del fiume romana del IV secolo (lusoria), probabilmente sotto il comando del dux della provincia di Germania I. E' basata sui resti di una delle cinque imbarcazioni da fiume tardo romane rinvenute a Moguntiacum agli inizi degli anni 1980. L'imbarcazione, denotata Mainz Type A, ha una forma lunga (22 m) e stretta (2,8 m) per renderla più veloce e una chiglia arrotondata per permettere l'accesso ad acque poco profonde. Poteva trasportare fino a 32 marinai, che remavano l'imbarcazione (32 remi, 16 per lato). Mentre erano a bordo, i soldati disponevano di scudi per difendersi da armi gettate dalle rive del fiume. Museum für Antike Schifffahrt, Magonza, Germania.

Un vantaggio critico goduto dall'esercito tardo-imperiale su tutti i nemici stranieri tranne i Persiani era una organizzazione altamente sofisticata volta a garantire che l'esercito fosse appropriatamente equipaggiato e rifornito nel corso delle campagne militari. Come i loro nemici, l'esercito tardo-imperiale poteva fare affidamento sulla ricerca di cibo mentre facevano campagne su suolo nemico. Ma ciò era ovviamente indesiderabile in territorio romano e poco pratico in inverno, o in primavera prima del raccolto. La complessa organizzazione dei rifornimenti dell'Impero permetteva all'esercito di condurre campagne militari in tutte le stagioni e in regioni in cui il nemico impiegava una politica di "terra bruciata".

### Organizzazione dell'approvvigionamento
La responsabilità di rifornire l'esercito era affidata al praefectus praetorio (prefetto del pretorio) del settore dove erano in corso le operazioni militari. Egli a sua volta controllava una serie di autorità civili a lui sottoposti (i vicarii delle diocesi e i governatori provinciali), i cui agenti raccoglievano, immagazzinavano e spedivano rifornimenti alle truppe o direttamente o in predeterminati punti fortificati. Le quantità di cibo coinvolte nel rifornimento erano enormi e la loro raccolta e distribuzione all'esercito avrebbe richiesto una pianificazione lunga ed elaborata nel caso delle campagne militari più importanti. Una legione del Tardo Impero di 1 000 uomini avrebbe necessitato di un fabbisogno giornaliero minimo equivalente a 2,3 tonnellate di grano. Un esercito imperiale di scorta di 25 000 uomini avrebbe dovuto richiedere all'incirca 5 000 tonnellate di grano per una campagna militare di tre mesi (oltre al cibo per i cavalli e per gli animali da carico).

### Trasporto dei rifornimenti
Una quantità di cibo così enorme in genere veniva spedita con imbarcazioni per quanto era possibile, per mare e per fiume, e viaggiava via terra solo per la distanza minore possibile. La ragione per ciò è che il trasporto via mare o fiume era molto più economico che quello via terra.
Il trasporto via terra di rifornimenti militari da parte del cursus publicus (il servizio di trasporto imperiale) avveniva tipicamente su carri (angariae), con un massimo carico legale di 1 500 libbre (680 kg), trascinate da due coppie di bestiame. La capienza di un carico pagante della maggior parte delle navi da carico romane del periodo variava tra i 10 000 e i 20 000 modii (70–140 tonnellate). Pertanto, un vascello con capienza media di 100 tonnellate, con un equipaggio di 20 uomini, poteva trasportare lo stesso carico di circa 150 carri (che richiedevano 150 conducenti and 600 animali, a cui si aggiungeva la paga per i conducenti e il cibo per gli animali). Una nave mercantile tipicamente poteva inoltre, in caso di vento favorevole, viaggiare tre volte più veloce della velocità tipica (3 km/h) dei carri e per tutto il giorno, mentre in media il bestiame poteva resistere al lavoro di trasporto del cibo per non più di cinque ore al giorno. Pertanto le navi da carico potevano facilmente coprire 100 km al giorno, in confronto ai circa 15 km al giorno dei carri. Tuttavia, la maggior parte delle navi da carico di tale capienza erano sospinti solo da vele quadrate, e non da remi. Di conseguenza, potevano viaggiare solo in presenza di vento, e potevano trascorrere molti giorni in un porto in attesa di tale vento. Tuttavia, vi erano anche navi da carico costiere e fluviali chiamate actuariae che combinavano i remi con le vele ed erano maggiormente flessibili. Il trasporto marittimo era inoltre sospeso completamente per almeno quattro mesi nel corso dell'inverno (in quanto la possibilità di tempeste lo rendeva troppo rischioso) e anche negli altri periodi dell'anno i naufragi erano frequenti. Nonostante ciò, i dati superstiti mostrano che era più economico e conveniente trasportare un carico di grano via mare dalla Siria alla Lusitania (un tragitto che copre l'intera lunghezza del Mediterraneo – oltre a un tratto di oceano – di circa 5 000 km) piuttosto che trasportarlo via terra per soli 110 km.
Sui fiumi, le actuariae potevano operare per l'intero anno, a parte nei periodi in cui i fiumi erano ghiacciati o in piena a causa di violente piogge, quando la corrente del fiume era pericolosamente forte. È probabile che lo stabilimento della frontiera dell'Impero sulla linea Reno-Danubio fu deciso per la necessità logistica di fiumi grandi per accomodare il rifornimento tramite imbarcazioni piuttosto che per ragioni difensive. Questi fiumi erano provvisti di moli costruiti per scopi prettamente militari (portus exceptionales). La protezione dei convogli di rifornimenti sui fiumi era responsabilità delle flottiglie fluviali (classes) sotto il comando di duces. La Notitia non fornisce informazioni sulle flottiglie sul Reno (in quanto la frontiera del Reno era collassata nel periodo in cui fu compilata la sezione occidentale), ma menziona 4 classes Histricae (flottiglie del Danubio) e 8 ulteriori classes nei tributari del Danubio. Ogni flottiglia era posta sotto il comando di un praefectus classis che era sotto la supervisione del dux locale. Sembra che ogni dux sul Danubio disponesse di almeno una flottiglia (uno, il dux Pannoniae, ne controllava tre).

### Manifattura delle armi
Nel IV secolo, la produzione delle armi e dell'equipaggiamento era altamente centralizzato e in diverse fabbriche di armi gestite dallo stato, o fabricae, attestate nella Notitia. Non è noto quando esse furono istituite per la prima volta, ma di certo già esistevano all'epoca di Diocleziano. Nel corso del II secolo, vi è evidenza di fabricae all'interno di basi legionarie e persino nei forti ausiliari, con come personale i soldati stessi. Ma non vi è evidenza, né letteraria né archeologica, di fabricae al di fuori di basi militari e con personale civile nel corso del Principato (anche se la loro esistenza non può essere esclusa, nessuna evidenza archeologica è stata trovata anche nel caso delle fabricae del Tardo Impero). Le fabricae nel Tardo Impero erano ubicate nelle province e nelle diocesi di frontiera. Alcune erano fabbriche produttrici sia di armi che di armatura (fabrica scutaria et armorum) o di solo una delle due. Altre erano specializzate nella produzione di armi o armature specifiche: fabrica spatharia (produzione di spade), lanciaria (lance), arcuaria (archi), sagittaria (frecce), loricaria (armature), clibanaria (armatura catafratta), e ballistaria (catapulte).

## Fortificazioni

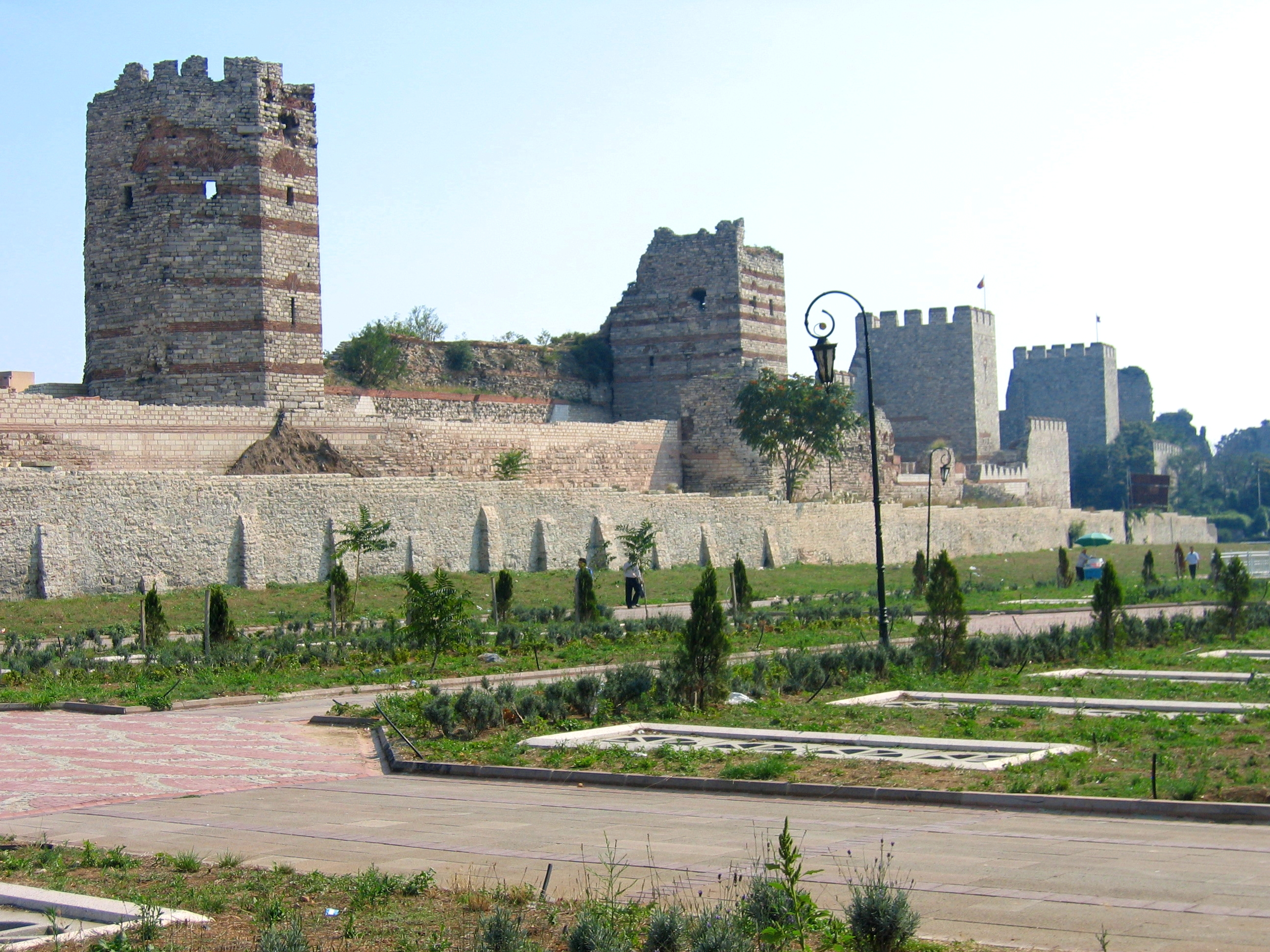
Le mura di Teodosio II a Costantinopoli, costruito tra il 408 e il 413, per aumentare l'area di terra protetta dalle originarie mura di Costantino. Si notino le massive torri merlate e le sezioni superstiti di mura. Esse si provarono inespugnabili persino per gli eserciti più potenti fino all'introduzione dell'artiglieria esplosiva nel Tardo Medioevo.

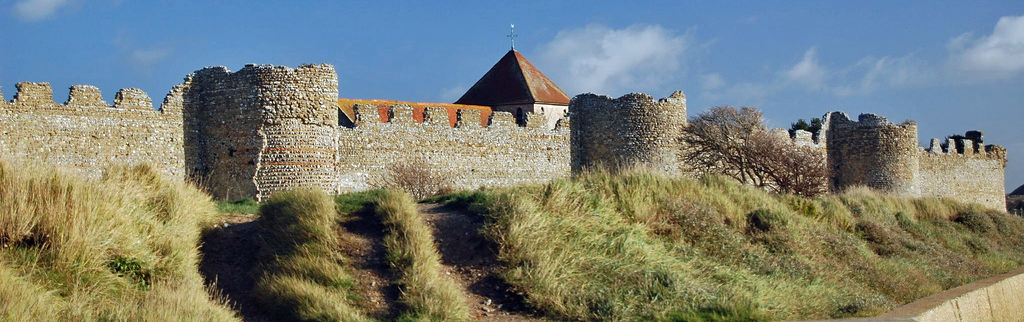
Un esempio di fortificazione tardo-imperiale. Si notino le torri sporgenti per permettere il fuoco d'infilata. L'altezza originaria di entrambe le mura e delle torri era chiaramente maggiore rispetto a oggi, e i merli non sono quelli originari, ma modificati nel corso del medioevo. La chiesa visibile all'interno delle mura fu costruita nel corso del XII secolo dai Normanni. Portchester Castle, Inghilterra, III secolo.

Paragonati al I e al II secolo, il III e il IV secolo videro una attività di fortificazione molto più intensa, con l'edificazione di molti nuovi forti. Le fortificazioni romane tardo-imperiali, che fossero nuove o restaurate, contenevano difese molto più forti delle loro controparti precedenti. Inoltre, il tardo III e il IV secolo videro la fortificazione di molte città inclusa la stessa città di Roma nonché la sua controparte orientale, Costantinopoli.
Secondo Luttwak, i forti romani del I e del II secolo, se castra legionaria (inaccuratamente tradotta come "fortezze" legionarie) o forti ausiliari, erano chiaramente basi residenziali che non erano state progettate per resistere a un assalto. Le caratteristiche di tali fortificazioni non erano tali da essere difensive e il loro scopo era la delimitazione e il tenere fuori intrusi individuali. Questa opinione è troppo estrema, in quanto tutta l'evidenza suggerisce che tali forti, persino quelli del tipo precedente maggiormente rudimentale basato sulla struttura degli accampamenti di marcia, garantivano un livello significativo di protezione. Ciò è esemplificato dall'assedio dell'accampamento legionario a Castra Vetera nel corso della rivolta batava nel 69–70, in cui 5 000 legionari riuscirono a resistere per diversi mesi a numeri molto superiori di ribelli Batavi e i loro alleati sotto l'ufficiale ausiliario traditore Civile, nonostante quest'ultimo disponesse di all'incirca 8 000 truppe ausiliarie addestrate ed equipaggiate alla maniera romana e impiegasse macchine d'assedio romane (i Romani furono infine costretti alla resa per fame).
La difendibilità dei forti tardo-imperiali non dovrebbe essere esagerata. I forti tardo-imperiali non sempre si trovavano su siti difendibili, come la cima di colli e non erano progettati come complessi logistici indipendenti in cui la guarnigione potesse sopravvivere per anni contando su scorte interne (acqua nelle cisterne o nei pozzi e provviste di cibo). Essi rimasero basi per le truppe da cui potevano effettuare sortite ed affrontare il nemico sul campo.
Nonostante ciò, i benefici dei forti maggiormente difendibili sono evidenti: essi potevano fungere da rifugi temporanei per truppe locali messe in difficoltà dalle incursioni barbariche, in attesa di rinforzi. I forti erano difficili da espugnare per assalto per i barbari, in quanto in genere essi non disponevano dell'equipaggiamento necessario. I forti potevano contenere scorte sufficienti a consentire ai difensori di resistere per alcune settimane, e per approvvigionare le truppe che intervenivano in loro soccorso. Esse potevano anche fungere da basi da cui i difensori potevano effettuare sortite contro gruppi isolati di barbari e cooperare con le truppe intervenute in loro soccorso.
Gli studiosi si sono interrogati sui motivi per cui l'esercito del IV secolo avesse bisogno di forti maggiormente difendibili a differenza dell'esercito del II secolo. Secondo Luttwak i forti difendibili erano una caratteristica essenziale della strategia del IV secolo della difesa in profondità, mentre nel II secolo la strategia di "difesa preclusiva" rendeva tali forti non necessari. Ma l'esistenza di tale "strategia" è stata fortemente contestata da alcuni studiosi, in quanto molti elementi dell'atteggiamento dell'esercito tardo-orientale sono compatibili con una possibile prosecuzione della difesa offensiva. Una spiegazione alternativa è che continuava a vigere ancora la difesa preclusiva ma che non funzionasse più bene come in precedenza, portando a una maggiore frequenza di incursioni barbariche all'interno dell'Impero.

## Strategia e tattiche

### Strategia
La grande strategia dell'Impero romano di Edward Luttwak (1976) rilanciò la tesi di Theodor Mommsen che nel corso del III e della prima metà del IV secolo, la strategia difensiva dell'Impero cambiò dalla "difesa in avanti" (o "difesa preclusiva") del Principato alla "difesa in profondità" del IV secolo. Secondo Luttwak, l'esercito del Principato aveva fatto affidamento sul neutralizzare imminenti incursioni barbariche prima ancora che raggiungessero la frontiera imperiale. Questo scopo veniva raggiunto facendo stazionare unità (sia legioni che reggimenti di ausiliari) proprio sulla frontiera e stabilendo e ponendo guarnigioni su salienti strategici oltre la frontiera. La risposta a ogni minaccia sarebbe stata pertanto un movimento a pinza nel territorio barbaro: armate consistenti di fanteria e cavalleria dalle proprie basi sulla frontiera avrebbero immediatamente attraversato la frontiera per intercettare l'esercito nemico.
Secondo Luttwak, il sistema di difesa in avanti era sempre vulnerabile a concentrazioni di forza barbara inusualmente consistenti, in quanto l'esercito romano era troppo disperso lungo le enormi frontiere per riuscire a respingere tali minacce. Inoltre, la mancanza di ogni riserva alla retroguardia della frontiera implicava che nel caso un esercito barbaro fosse riuscito a penetrare le difese sulla frontiera avrebbe avuto la possibilità di penetrare profondamente nelle province interne dell'Impero prima che le altre guarnigioni di frontiera potessero arrivare per intercettarli.
Il contenuto essenziale della difesa in profondità, secondo Luttwak, era l'accettazione che le stesse province di frontiera romane sarebbero diventate le principali zone di combattimento nelle operazioni contro le minacce barbariche, piuttosto che le terre barbare oltre la frontiera. Sotto questa strategia, le truppe di frontiera (limitanei) non avrebbero tentato di respingere una incursione a grande scala. Piuttosto, essi si sarebbero ritirati nelle fortezze fortificate in attesa dell'arrivo dell'esercito mobile (comitatenses) che avrebbe intercettato gli invasori. Le truppe di frontiera sarebbero state sostanzialmente più deboli rispetto all'epoca della difesa in avanti, ma la loro riduzione nei numeri (e nella qualità) sarebbe stata compensata dallo stabilimento di fortificazioni molto più resistenti dove trovare riparo e proteggersi.
Ma la validità della tesi di Luttwak è stata fortemente contestata da numerosi studiosi, in modo particolare da Isaac, l'autore di un importante studio sull'esercito romano in Oriente (1992). Isaac afferma che l'Impero non aveva una capacità di intelligence o una pianificazione militare centralizzata per intraprendere una grande strategia, ovvero non vi era equivalente a uno staff generale di un esercito moderno. In ogni caso, afferma Isaac, l'Impero non era per niente interessato alla "difesa": era fondamentalmente aggressivo fino al IV secolo compreso.
Inoltre, vi è una mancanza di sostanziali evidenze archeologiche o letterarie a sostegno della teoria della difesa in profondità. J.C. Mann sostiene che non vi è alcuna evidenza, sia nella Notitia Dignitatum che nei dati archeologici, che le unità lungo il Reno o il Danubio fossero stazionate nella retroguardia della frontiera. Al contrario, virtualmente tutti i forti identificati come costruiti o occupati nel IV secolo sul Danubio erano molto vicini o addirittura costruiti al di là del fiume, in modo incredibilmente simile alla distribuzione del II secolo.
Un altro presunto elemento di "difesa in profondità" erano i comitatus praesentales (eserciti di scorta imperiali) stazionati all'interno dell'Impero. Secondo la tesi tradizionale, il ruolo degli eserciti di scorta era quello di riserva strategica da usare come ultima risorsa per intercettare invasioni barbariche davvero molto consistenti che fossero riuscite a penetrare profondamente all'interno dell'Impero (come le invasioni del III secolo). Ma questi grandi comitatus non furono stabiliti prima del 312, all'epoca in cui non vi era stata un'invasione barbarica vittoriosa da circa quarant'anni. Lo stesso Luttwak ammette che essi fossero troppo distanti alla frontiera per essere efficaci nell'intercettare le invasioni barbariche. Il loro arrivo nel teatro delle operazioni militari avrebbe impiegato settimane, se non addirittura mesi. Sebbene i comitatus praesentales fossero spesso descritti come "eserciti di campo mobili", in questo contesto "immobili" sarebbe una descrizione più accurata. Per questi motivi la tesi predominante moderna sul ruolo principale del comitatus praesentales era che esso servisse a difendere gli Imperatori contro eventuali usurpatori.
Luttwak termina la sua analisi alla fine del regno di Costantino, prima dello stabilimento del comitatus diocesano. A differenza degli eserciti di scorta imperiali, essi erano abbastanza vicini al teatro di operazioni per intervenire in soccorso delle truppe di frontiera. Ma il loro stazionamento potrebbe aver differito poco dall'ubicazione di legioni nel II secolo, anche se essi apparentemente svernavano all'interno delle città, piuttosto che in basi legionarie appositamente costruite. Per esempio, i due comitatus di Illyricum (Orientale e Occidentale) sono attestati come svernanti a Sirmio, che era il sito di una importante base legionaria durante il Principato.
Gli Imperatori del Tardo Impero continuarono a condurre importanti e frequenti operazioni di frontiera oltre la frontiera imperiale nel corso del IV secolo: si potrebbe citare ad esempio la campagna di Valentiniano I contro i Quadi nel 375. Giuliano nel 356–60 e Valentiniano I nel 368–74 portarono avanti alcune operazioni lungo il Reno e il Danubio con lo scopo apposito di ottenere la sottomissione delle tribù locali e costringerle ad accettare la condizione di tributarii.
La strategia di difesa dell'armata tardo-imperiale contiene pertanto molti elementi simili a quelli dell'esercito del Principato, facendo sorgere la domanda se effettivamente la teoria della difesa in profondità fosse davvero valida. La teoria della difesa in profondità è ancora in discussione nei circoli accademici.

### Ruolo della cavalleria

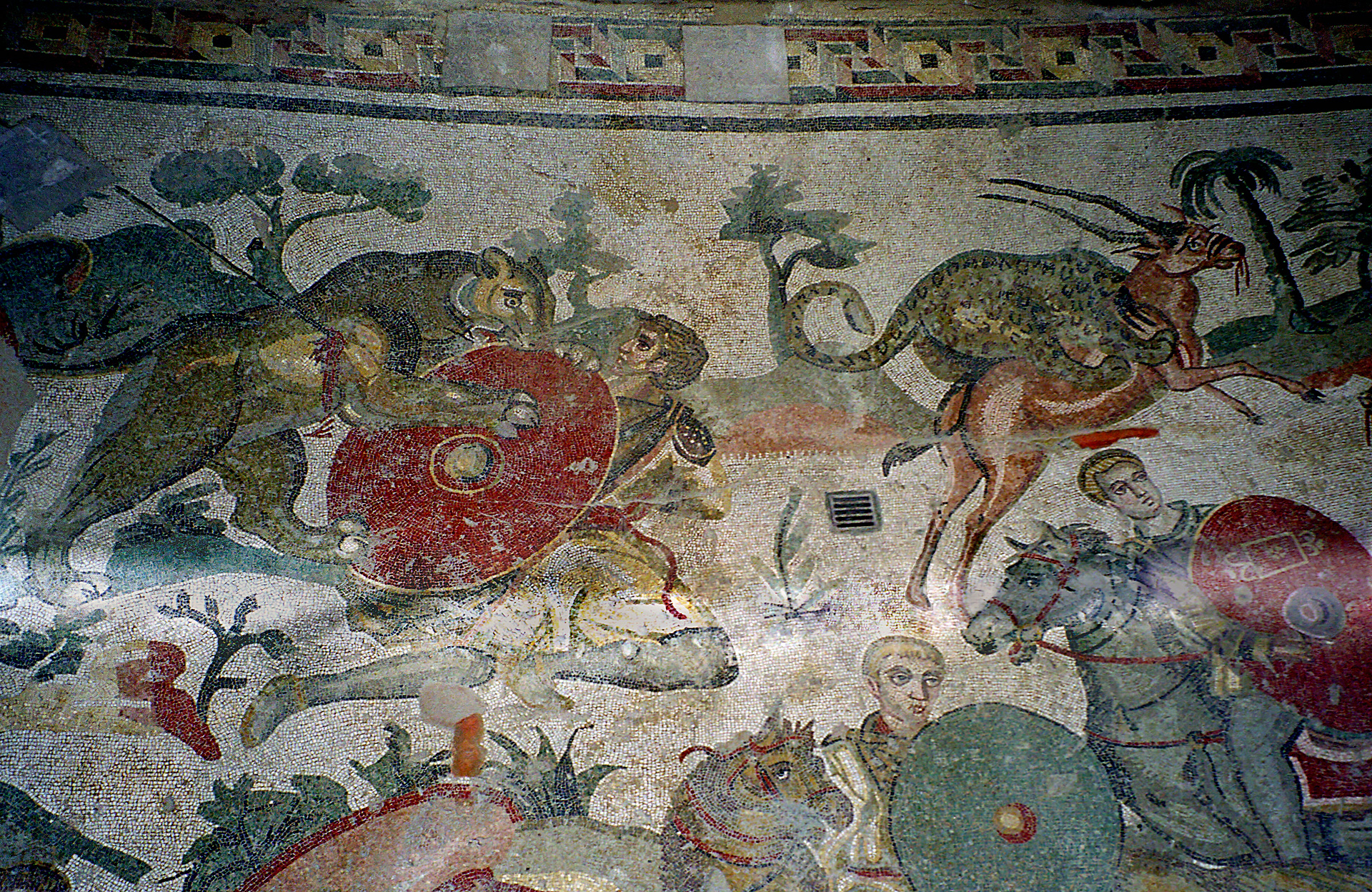
Ufficiali di cavalleria del Tardo Impero in una scena di caccia. Mosaico dalla Piazza Armerina, Sicilia, IV secolo.

Secondo una tesi tradizionale, la cavalleria assunse una importanza maggiore nell'esercito del IV secolo rispetto al II secolo. Secondo questa visione, la cavalleria aumentò significativamente in proporzione delle forze totali e prese il sopravvento sulla fanteria, incrementando anche la propria importanza rispetto al II secolo. Al contempo, la fanteria avrebbe declinato in efficienza e di importanza nelle operazioni militari, a tutto vantaggio della cavalleria. Nei fatti, non vi sono evidenze molto valide a sostegno di questa tesi, mentre al contrario vi sono molte evidenze contro.
Per quanto riguarda i numeri, l'esercito di metà II secolo comprendeva all'incirca 80 000 cavalieri su un totale di all'incirca 385 000 effettivi, quindi la cavalleria costituiva all'incirca il 21% del totale. Per l'esercito del Tardo Impero, all'incirca un terzo delle unità dell'esercito nella Notitia erano unità di cavalleria, ma nei numeri i cavalieri erano in una proporzione più piccola del totale, in quanto le unità di cavalleria erano in media più piccole delle unità di fanteria. Per esempio, nel comitatus, le vexillationes di cavalleria erano probabilmente la metà delle dimensioni delle legiones di fanteria. Nel complesso, l'evidenza disponibile suggerisce che la proporzione della cavalleria rispetto al totale non era sostanzialmente cambiata rispetto al II secolo. Per esempio, nel 478, un comitatus di 38 000 uomini comprendeva 8 000 cavalieri (21%). Nel 357, il comitatus di Gallia, forte di 13–15 000 uomini, comprendeva una stima di 3 000 cavalieri (20–23%).
Come conseguenza, la maggior parte delle battaglie del IV secolo erano, come nei secoli precedenti, principalmente scontri tra fanterie, con la cavalleria che giocava un ruolo di supporto. Sulla frontiera orientale, tuttavia, la cavalleria rivestiva un ruolo più importante, a causa dell'affidamento dei Persiani sulla cavalleria come parte principale dell'esercito. Questo obbligò i Romani a rinforzare la cavalleria, in particolar modo aumentando il numero di cataphracti.
Anche la presunta preminenza della cavalleria nel IV secolo è stata messa in dubbio. Questa tesi si basa soprattutto nel sottostimare l'importanza della cavalleria nel II secolo. La cavalleria ha sempre avuto una importanza maggiore sulla fanteria nel corso del Principato: al tempo di Domiziano (r. 81–96), la cavalleria ausiliaria era pagata il 20–40% di più rispetto alla fanteria ausiliaria.
L'opinione da parte di alcuni studiosi moderni di una maggiore efficienza della cavalleria rispetto alla fanteria era di certo non condivisa da Ammiano e dai suoi contemporanei. Ammiano descrive tre battaglie importanti che furono perse o sul punto di essere perse per via dell'incompetenza o della viltà della cavalleria romana:
1. La Battaglia di Strasburgo (357), dove la cavalleria, catafratti compresi, furono messi in rotta dalle loro controparti germaniche in una fase iniziale della battaglia, lasciandola pericolosamente esposta l'ala destra della fanteria romana. Dopo essere fuggiti dietro le linee della fanteria, fu necessario l'intervento personale di Giuliano per fermarli e persuaderli a tornare a combattere (i catafratti furono poi puniti venendo costretti a indossare indumenti femminili da Giuliano).[230]
2. Durante la sua campagna contro la Persia (363), Giuliano fu obbligato a sanzionare due unità di cavalleria per essere fuggiti quando furono catturati da attacchi a sorpresa (un'unità fu decimata, l'altra costretta a smontare da cavallo e combattere appiedati). Successivamente, il reggimento di cavalleria dei Tertiaci ricevette l'ordine di marciare per aver disertato il campo proprio nel momento in cui la fanteria era sul punto di rompere la linea persiana.
3. Nella Battaglia di Adrianopoli (378), la cavalleria romana fu largamente responsabile per la sconfitta catastrofica. Delle unità di Scholae cominciarono la battaglia con un attacco non autorizzato alla cerchia di carri nemici, mentre il loro Imperatore Valente stava ancora tentando di negoziare una tregua con i Goti. L'attacco fallì, e quando fece la sua comparsa la cavalleria gotica, la cavalleria romana fuggì, lasciando esposta l'ala sinistra della fanteria romana. La cavalleria gotica mise in rotta l'ala sinistra romana, e la battaglia a questo punto era irrimediabilmente persa.[231]

In contrasto, le prestazioni eccellenti della fanteria, sia per i comitatenses che per i limitanei, sono un tema ricorrente dell'opera di Ammiano. Nel corso dell'assedio persiano di Amida, Ammiano, testimone oculare dell'assedio, descrive la difesa della città da parte delle unità di limitanei come abile e tenace, anche se alla fine non ebbe successo. A Strasburgo (357), la fanteria diede notevole prova di capacità, disciplina e capacità di recupero, salvando l'esercito romano da una possibile sconfitta in due momenti critici (si veda Battaglia di Strasburgo per un resoconto dettagliato). Persino nella disfatta di Adrianopoli, la fanteria romana continuò a combattere, nonostante fosse abbandonata dalla cavalleria e circondata su tre lati da numeri immensamente superiori di Goti.

### Tattiche
Come l'armatura e le armi del Tardo Impero erano fondamentalmente simili a quelli delle epoche precedenti, anche le tattiche dell'esercito erano basate su principi tradizionali. Gli elementi chiave dell'esplorazione sistematica, formazione di marcia, disposizione in battaglia, accampamenti fortificati, e nell'assedio erano rimasti intatti nel periodo tardo-imperiale. Questa sezione esamina aspetti della tattica del Tardo Impero che differivano significativamente delle tattiche del Principato.
Una differenza notevole è che l'esercito tardo-imperiale mirava ad evitare lo scontro aperto con il nemico se possibile, a differenza dell'esercito del Principato che cercava di condurre il nemico a scontrarsi in battaglia il più presto possibile. La principale motivazione era probabilmente non un'abilità ridotta di vincere tali scontri. L'esercito tardo-imperiale continuò a vincere la maggioranza delle sue battaglie con i Barbari. Piuttosto, questa tattica sembrerebbe essere dovuta alla necessità di minimizzare le perdite. Le battaglie in campo aperto in genere portavano a pesanti perdite nelle truppe comitatenses, che non potevano essere agevolmente colmate, a causa delle difficoltà di reclutamento. Questo a sua volta sostiene l'ipotesi che l'esercito tardo-imperiale avesse difficoltà maggiori rispetto al Principato nel trovare reclute sufficienti, e in particolar modo reclute di alta qualità. L'esercito del Tardo Impero preferiva attaccare il nemico con stratagemmi: imboscate, attacchi a sorpresa, manovre per circondare il nemico e confinarlo in zone in cui non poteva accedere a rifornimenti e da cui non poteva fuggire (ad esempio bloccando passi di montagna o i punti di attraversamento dei fiumi).
Nei casi in cui non fosse possibile evitare la battaglia, l'esercito tardo-imperiale seguiva la pratica tradizionale. La fanteria pesante sarebbe stata disposta in una linea principale, normalmente retta e profonda alcuni ranghi. Gli arcieri a cavallo erano stazionati, insieme ai frombolieri armati alla leggera, davanti alla principale linea della fanteria. La cavalleria in genere veniva collocata alle ali (la cavalleria leggera all'esterno). Gli arcieri della fanteria avrebbero formato i ranghi della retroguardia della principale linea della fanteria. Ci sarebbe stata una linea di riserva di fanteria e di cavalleria di forza variabile, nella retroguardia della linea principale, in modo da fronteggiare un possibile sfondamento della linea principale e per sfruttare eventuali opportunità. A una distanza di circa un miglio dalla retroguardia dell'esercito, l'accampamento fortificato costruito la notte precedente avrebbe contenuto bagaglio e assistenti, custoditi da una piccola guarnigione. L'accampamento avrebbe funto da rifugio nel caso eventuale in cui l'esercito fosse stato messo in fuga dal nemico. Le armate romane nel campo non si accampavano mai durante la notte senza costruire difese. Tali difese, se sorvegliate sistematicamente, potevano efficacemente precludere attacchi a sorpresa e consentire alle truppe di dormire senza timori.
Dove l'esercito tardo-imperiale sembra essere evoluto in parte è nella tattica di battaglia. L'esercito del Principato aveva fatto affidamento su una raffica di giavellotti pesanti (pila) seguita da una carica shock della fanteria, tattica spesso sufficiente a rompere, o almeno disorganizzare, la linea barbara. Inoltre, i legionari erano addestrati a scontrarsi in combattimenti corpo a corpo aggressivi in cui erano impiegati scudi (scuta) e spade (gladii). Nei combattimenti ravvicinati, i Romani avevano il vantaggio determinante di una armatura superiore, e tali tattiche molto spesso avevano come esito la rotta della minaccia barbara peggio equipaggiata e addestrata. Gli arcieri a cavallo e i frombolieri davanti alla linea principale della fanteria avrebbero lanciato le loro armi da getto sul nemico prima dell'intervento delle linee di fanteria e si sarebbe poi ritirata repentinamente nella retroguardia della propria linea di fanteria, da dove, in congiunzione con gli arcieri appiedati già lì, avrebbero lanciato una continua raffica di armi da getto sul nemico lanciandole oltre le teste della propria fanteria. Il compito della cavalleria di ognuna ala era di disperdere la cavalleria nemica affrontandola e successivamente, se possibile, accerchiare il corpo principale della fanteria nemica e attaccarli ai fianchi e alla retroguardia.
Nell'esercito tardo-imperiale, mentre il ruolo degli arcieri e della cavalleria rimase simile, le tattiche della fanteria divennero meno aggressive, facendo meno affidamento sulla carica e anzi spesso attendendo che fosse il nemico a caricare. Nel corso della battaglia, la linea romana avrebbe esercitato una pressione costante in formazione stretta. La lancia (lunga 2–2,5 m) aveva sostituito il gladius (lungo appena 0,5 m (1 ft 8 in)) come l'arma principale da usare nelle mischie. La maggiore gittata della lancia, combinata con l'adozione di scudi ovali o rotondi, permetteva una disposizione di battaglia in cui gli scudi si incastravano per formare un "muro di scudi" (le lance sarebbero fuoriusciti dagli spazi a forma di 'V' tra gli scudi che si sovrapponevano). L'esercito tardo-imperiale faceva inoltre affidamento molto maggiore sulle armi a lunga gittata, sostituendo la singola raffica di pila con una scarica più prolungata di giavellotti e di dardi.
Questo tipo di combattimento mirava a minimizzare le perdite e la sua efficacia è illustrata dall'esito della battaglia di Strasburgo. Essa fu principalmente una battaglia di attrito dove la pressione costante sui barbari provocò la loro rotta finale. Nonostante una battaglia lunga e difficile, le perdite romane furono trascurabili in confronto alle perdite subite dall'esercito sconfitto.

## Strategia lungo le frontiere: difesa "in profondità"

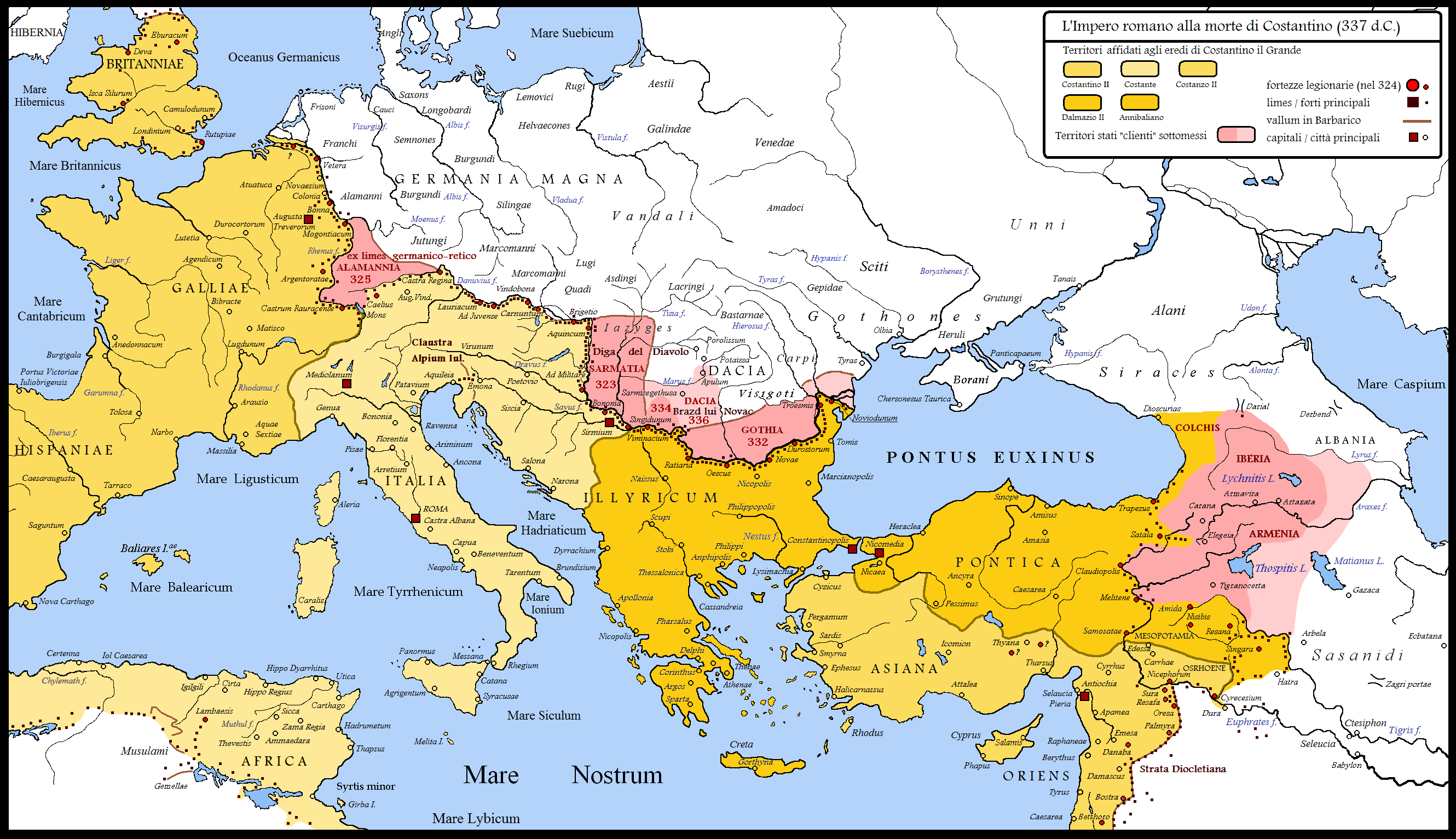
Le frontiere romane settentrionali ed orientali al tempo di Costantino, con i territori acquisiti nel corso del trentennio di campagne militari (dal 306 al 337).

La guerra civile romana degli anni 306-324 vide lo scatenarsi di un lungo conflitto durato quasi un ventennio tra numerose fazioni di pretendenti al trono imperiale (tra augusti, cesari ed usurpatori) in diverse parti dell'Impero, al termine del quale prevalse su tutti Costantino il Grande. Egli era così riuscito a riunire il potere imperiale nelle mani di un solo monarca, dopo il periodo della Tetrarchia.
In questa nuova fase Costantino I, divenuto monarca unico (Restitutor orbis) ed assoluto dell'Impero romano (Dominus et Deus), non solo riuscì a consolidare l'intero sistema difensivo lungo i tratti renano e danubiano, ma ottenne importanti successi militari. Vi è da aggiungere che proprio in questo periodo, Costantino portò avanti una nuova serie di riforme, a completamento di quelle attuate quarant'anni prima da Diocleziano. Il percorso che egli compì, fu però graduale nel corso degli ultimi tredici anni di regno (dal 324 al 337, anno della sua morte).
Al termine di questo periodo, lui che tanto tempo aveva impiegato per riunificare l'Impero sotto la guida di un unico sovrano, decise di dividerne i suoi territori in quattro parti principali (ed una secondaria, affidata al nipote Annibaliano), lasciando ai figli, Costantino II, la parte più occidentale (dalla Britannia, alla Gallia, fino alla Hispania), a Costante I quella centrale (Rezia, Norico, Pannonie, Italia e passi alpini, oltre all'Africa), a Costanzo II (l'Asiana, l'Oriente e l'Egitto), mentre al nipote Dalmazio, il "cuore" del nuovo impero (Dacia, Tracia, Macedonia) con la capitale Costantinopoli, per evitare che i figli potessero poi contendersela in una nuova guerra civile. In pratica egli ricostituiva una nuova forma di Tetrarchia, che però durò poco meno di sei mesi, poiché Dalmazio fu assassinato e l'Impero rimase diviso ora in tre parti.

### Fronte settentrionale
Fu solo con l'ascesa al trono da parte di Costantino I, divenuto unico augusto in Occidente dopo la battaglia di Ponte Milvio del 312, e, ancor più, la sconfitta di Licinio con la conseguente riunificazione dell'Impero sotto un unico imperatore (nel 324), che le frontiere settentrionali tornarono ad essere difese adeguatamente (dal Reno al Danubio). Non a caso allo stesso imperatore si attribuì, non solo il merito di aver perfezionato l'ordinamento militare dioclezianeo, ma anche di aver riconquistato o quantomeno posto in un rapporto di "clientela" numerose genti barbare, di tutti i territori che erano appartenuti a Traiano (dagli Agri Decumates, a buona parte della stessa Dacia, territori abbandonati tra gli anni 260 e 273, da Gallieno ed Aureliano): si trattava dell'Alamannia (Agri Decumates), della Sarmatia (piana meridionale del Tibisco, ovvero il Banato) e della Gothia (Oltenia e Valacchia) come sembra dimostrare la monetazione del periodo ed il nuovo sistema difensivo del periodo (diga del Diavolo e Brazda lui Novac).
Gli equilibri lungo il basso corso del Danubio, dopo le ripetute campagne di Costantino e dei suoi figli, rimasero pressoché invariati fino al 375 circa. In Oriente si assistette a tutta una serie di preparativi in vista dell'imminente campagna militare contro i Sasanidi, mai realizzata dal "grande" imperatore, a causa della sua scomparsa avvenuta nel maggio del 337. Fu invece il re persiano, Sapore II, a passare al contrattacco. Per un venticinquennio le armate romane, prima del figlio, Costanzo II, e poi del nipote, Flavio Claudio Giuliano, combatterono contro le armate sasanidi con alterna fortuna (tra il 337 ed il 363). I confini imperiali orientali e del basso Danubio, rimasero però, per almeno un trentennio, pressoché invariati. In Oriente i Romani continuarono a mantenere un controllo più o meno diretto sulle regioni della Colchide (o Lazica), dell'Armenia, dell'Iberia (compreso il passo di Darial, presidiato da un forte romano, almeno fino al 369) e del Ponto, mentre i Persiani sull'Albania caucasica e le strade che conducevano al Mar Caspio.

### Fronte orientale
La sconfitta dei Sasanidi ad opera di Diocleziano e Galerio (pace del 298) aveva garantito all'Impero romano oltre un trentennio di relativa pace, ed il riconoscimento del Regno d'Armenia come "stato cliente". Sotto il re cristiano Tiridate III di Armenia, la maggior parte del regno si era convertita al cristianesimo. Ma nel 334 il re armeno fu fatto prigioniero e condotto in Persia, costringendo gli Armeni ad invocare l'aiuto di Costantino I. Quest'ultimo scrisse al grande re Sapore II, il quale al termine di una lunga trattativa, decise di annettere l'Armenia e mise sotto minaccia la vicina provincia romana di Mesopotamia. Costantino fu così costretto a prepararsi per la grande guerra contro la Persia, a partire dalla fine del 336. Giovanni Lido non nasconde che il desiderio di Costantino era anche quello di eguagliare imperatori come Traiano e Settimio Severo nella conquista della Persia.
Nel 337, poco prima della morte di Costantino I, i due eserciti, da una parte quello romano comandato dal figlio di Costantino, Costanzo II, e dal nipote Annibaliano (a cui era stato promesso di elevarlo a "re degli Armeni"), dall'altro quello persiano, condotto dallo stesso Sapore II, ruppero la tregua conclusa oltre trent'anni prima da Narsete e Galerio, e tornarono a scontrarsi. Costanzo si recò ad Antiochia di Siria, città che era stata la sua capitale durante gli ultimi anni da cesare, da dove poteva occuparsi meglio della fondamentale frontiera orientale di quanto avrebbe potuto fare restando nella capitale imperiale di Costantinopoli. Qui restò dal 338 al 350. L'esito degli scontri non ci è noto però, anche se si presuppone sia avvenuto in Mesopotamia.

### Dislocazione delle legioni nel 337 d.C.
Sappiamo che alla morte di Costantino c'erano 63 legioni o più (se consideriamo anche le legioni orientali: I Flavia Constantia, II Flavia Constantia, II Flavia Virtutis e III Flavia Salutis, create probabilmente dopo la morte di Costantino), così come è evidenziato qui sotto nella tabella riassuntiva sulla loro dislocazione, suddivisa tra i quattro "Cesari" (14 per ciascun figlio ed 11 al nipote Dalmazio) oltre ad Annibaliano (una decina nella diocesi del Ponto, in Armenia e Mesopotamia):
| N. fortezze legionarie Costantino II | unità legionaria                           | località antica           | località moderna         | provincia romana  |
| ------------------------------------ | ------------------------------------------ | ------------------------- | ------------------------ | ----------------- |
| 1                                    | Legio VI Victrix:                          | Eburacum                  | York                     | Britannia Secunda |
| 2                                    | Legio XX Valeria Victrix                   | Deva Victrix              | Chester                  | Britannia Prima   |
| 3                                    | Legio II Augusta                           | Isca Silurum e/o Rutupiae | Caerleon e/o Richborough | Britannia Prima   |
| 4                                    | Legio XXX Ulpia Victrix                    | Vetera                    | Xanten                   | Germania Secunda  |
| 5                                    | Legio I Minervia                           | Bonna                     | Bonn                     | Germania Secunda  |
| 6 e 7                                | Legio XXII Primigenia e Legio VI Gallicana | Mogontiacum               | Magonza                  | Germania Prima    |
| 8                                    | Legio VIII Augusta                         | Argentoratae              | Strasburgo               | Germania Prima    |
| 9                                    | Legio I Martia (?)                         | Castrum Rauracense (?)    | Kaiseraugs               | Maxima Sequanorum |
| 10                                   | Legio I Flavia Gallicana Constantia        | Constantia                | Coutances                | Lugdunensis       |
| 11                                   | Legio I Flavia Martis                      | ?                         | ?                        | Lugdunensis III   |
| 12                                   | Legio I Flavia Pacis                       | ?                         | ?                        | Belgica I         |
| 13                                   | Legio VII Gemina                           | Legio                     | León                     | Gallaecia         |
| 14                                   | Legio II Flavia Constantiniana             | ?                         | ?                        | Tingitana         |

| N. fortezze legionarie Costante | unità legionaria                                                  | località antica                                       | località moderna      | provincia romana |
| ------------------------------- | ----------------------------------------------------------------- | ----------------------------------------------------- | --------------------- | ---------------- |
| 15                              | Legio III Italica                                                 | Castra Regina                                         | Ratisbona             | Rezia            |
| 16                              | Legio III Herculea                                                | Caelius Mons                                          | Kellmünz an der Iller | Rezia            |
| 17                              | Legio II Italica                                                  | Lauriacum                                             | Enns                  | Noricum Ripensis |
| 18                              | Legio I Noricorum                                                 | Ad Iuvense                                            | Ybbs?                 | Noricum Ripensis |
| 19, 20 e 21                     | Legio I Iulia Alpina Legio II Iulia Alpina Legio III Iulia Alpina | Claustra Alpium Iuliarum                              | Alpi Giulie           | passi alpini     |
| 22                              | Legio X Gemina                                                    | Vindobona                                             | Vienna                | Pannonia Prima   |
| 23                              | Legio XIV Gemina                                                  | Carnuntum e Arrabona                                  | Altenburg-Petronell   | Pannonia Prima   |
| 24                              | Legio I Adiutrix                                                  | Brigetio e Cirpi                                      | Komárom               | Pannonia Valeria |
| 25                              | Legio II Adiutrix                                                 | Aquincum, Lussonium, Alisca, Lugio e Contra Florentia | Budapest              | Pannonia Valeria |
| 26                              | Legio VI Herculea                                                 | Teutoburgium                                          | Batina                | Pannonia Secunda |
| 27                              | Legio V Iovia                                                     | Bononia                                               | Banoštor              | Pannonia Secunda |
| 28                              | Legio III Augusta                                                 | Lambaesis                                             | Lambèse               | Numidia          |

| N. fortezze legionarie Dalmazio | unità legionaria          | località antica | località moderna | provincia romana                |
| ------------------------------- | ------------------------- | --------------- | ---------------- | ------------------------------- |
| 29                              | Legio IIII Flavia Felix   | Singidunum      | Belgrado         | Moesia Prima (diocesi di Dacia) |
| 30                              | Legio VII Claudia         | Viminacium      | Kostolac         | Moesia Prima (diocesi di Dacia) |
| 31                              | Legio XIII Gemina         | Ratiaria        | Archar           | Dacia Ripensis                  |
| 32                              | Legio V Macedonica        | Oescus          | Pleven           | Dacia Ripensis                  |
| 33                              | Legio I Italica           | Novae           | Svištov          | Moesia Secunda                  |
| 34                              | Legio XI Claudia          | Durostorum      | Silistra         | Moesia Secunda                  |
| 35                              | Legio II Herculia         | Troesmis        | Iglita           | Scythia Minor                   |
| 36                              | Legio I Iovia             | Noviodunum      | Isaccea          | Scythia Minor                   |
| 37                              | Legio I Isaura Sagittaria | ?               | ?                | Scythia Minor                   |
| 38                              | Legio I Flavia Gemina     | ?               | ?                | Tracia                          |
| 39                              | Legio II Flavia Gemina    | ?               | ?                | Tracia                          |

| N. fortezze legionarie Annibaliano | unità legionaria                          | località antica | località moderna | provincia romana    |
| ---------------------------------- | ----------------------------------------- | --------------- | ---------------- | ------------------- |
| 40                                 | Legio I Pontica                           | Trapezus        | Trebisonda       | Pontus Polemoniacus |
| 41 e 42                            | Legio XV Apollinaris e legio II Armeniaca | Satala          | Sadagh           | Armenia Prima       |
| 43                                 | Legio I Armeniaca                         | Claudiopolis    | Mut              | Armenia Prima       |
| 44                                 | Legio XII Fulminata                       | Melitene        | Melitene         | Armenia Prima       |
| 45                                 | Legio V Parthica                          | Amida           | Diyarbakır       | Mesopotamia         |
| 46                                 | Legio II Parthica                         | Bezabda         | Cizre            | Mesopotamia         |
| 47                                 | Legio VI Parthica?                        | Cefae           | ?                | Mesopotamia         |
| 48                                 | Legio IIII Italica?                       | Resaina?        | Ras al-Ayn       | Mesopotamia         |
| 49                                 | Legio I Parthica                          | Singara         | Sinjar           | Mesopotamia         |

| N. fortezze legionarie Costanzo II | unità legionaria                 | località antica                 | località moderna            | provincia romana   |
| ---------------------------------- | -------------------------------- | ------------------------------- | --------------------------- | ------------------ |
| 50 e 51                            | Legio II Isaura Legio III Isaura | ?                               | ?                           | Isauria            |
| 52                                 | Legio III Parthica?              | Apatna? o Arbana?               |                             | Osrhoene           |
| 53                                 | Legio IIII Parthica              | Circesium                       | Buseira                     | Osrhoene           |
| 54                                 | Legio XVI Flavia Firma           | Sura                            | Sura                        | Syria Euphratensis |
| 55                                 | Legio IV Scythica                | Oresa                           | Taybè                       | Syria Euphratensis |
| 56                                 | Legio I Illyricorum              | Palmira                         | Tadmur                      | Syria Phoenicia    |
| 57                                 | Legio III Gallica                | Danaba                          | Mehin                       | Syria Phoenicia    |
| 58                                 | Legio III Cyrenaica              | Bostra                          | Bosra                       | Arabia Petraea     |
| 59                                 | Legio IIII Martia                | Betthorus                       | El-Lejjun                   | Arabia Petraea     |
| 60                                 | Legio X Fretensis                | Aila                            | Elat                        | Syria Palaestina   |
| 61                                 | Legio II Traiana Fortis          | Nicopolis e Apollinopolis Magna | Alessandria d'Egitto e Edfu | Aegyptus Iovia     |
| 62                                 | Legio III Diocletiana            | Ombos                           | Kôm Ombo                    | Aegyptus Iovia     |
| (vedi 32)                          | vexill. Legio V Macedonica       | Memphis                         | Menfi                       | Aegyptus Herculia  |
| (vedi 31)                          | vexill. Legio XIII Gemina        | Babylon                         | Il Cairo                    | Aegyptus Herculia  |
| 63                                 | Legio I Maximiana                | Philae                          | Philae                      | Aegyptus Thebaida  |

### Dimensione dell'esercito costantiniano

#### Stime Agazia-Jones
Con la riforma tetrarchica di Diocleziano il numero complessivo delle legioni fu portato nel 300 a 53/56. La guarnigione di Roma subì un importante incremento (forse già nel corso del III secolo). Vi erano, infatti, 10 coorti pretorie di 1 000 uomini ciascuna, 4 coorti urbane di 1 500 uomini ciascuna, 7 di vigili di 1 000 uomini ciascuna e 1 000 equites singulares, per un totale di 24 000 uomini. La flotta del periodo era invice attestata attorno ai 45 500 uomini, come testimonierebbe un certo Giovanni Lido, monaco che scrisse ai tempi di Giustiniano, o fu forse aumentata fino a 64 000 Classiarii (pari almeno al 10% dell'intero esercito romano).
L'ascesa al trono di Costantino ed il ripristino di una monarchia dinastica portò il numero delle legioni romane a 64/67 (quando morì nel 337), per un totale complessivo, secondo le stime di Agazia (nella rilettura dello storico moderno inglese Arnold Hugh Martin Jones) di ben 645 000 armati. Qui di seguito l'elenco delle nuove legioni create:
| LEGIONE                                                     | ARRUOLAMENTO PERIODO STORICO  | ANNI              | DESTINAZIONE INIZIALE       |
| ----------------------------------------------------------- | ----------------------------- | ----------------- | --------------------------- |
| I Flavia Gallicana Constantia                               | Costanzo Cloro o Costantino I | 305/306 o 306/312 | Lugdunensis                 |
| I Flavia Martis I Flavia Pacis                              | Costanzo Cloro o Costantino I | 305/306 o 306/312 | Lugdunensis III e Belgica I |
| II Flavia Constantiniana                                    | Costantino I                  | 312/324           | Tingitana                   |
| I Flavia Gemina                                             | Costantino I                  | 324/335           | Tracia                      |
| II Flavia Gemina                                            | Costantino I                  | 324/335           | Tracia                      |
| I Flavia Constantia II Flavia Constantia III Flavia Salutis | Costanzo II                   | 337/350           | Oriente                     |
| II Flavia Virtutis                                          | Costante I                    | 337/350           | Africa                      |

La cifra proposta da Agazia comprendeva probabilmente anche le flotte, per cui solo l'esercito doveva comprendere un totale di ca. 600 000 effettivi. Questi calcoli potrebbero essere stati nuovamente aumentati se si considerano anche le milizie barbariche dei foederati, incluse nelle file dell'esercito romano.
| Unità dell'esercito                      | Tiberio 24 | Traiano 107 | Adriano ca. 135 | Marco Aurelio 166/7 | Settimio Severo 211 | Aureliano Anarchia militare 275 | Diocleziano 305 | Costantino I 337 |
| ---------------------------------------- | ---------- | ----------- | --------------- | ------------------- | ------------------- | ------------------------------- | --------------- | ---------------- |
| Legioni                                  | 125 000    | 165 000     | 154 000         | 165 000             | 182 000             | 209 000                         | 265/280 000     | 320/335 000      |
| N.legioni                                | 25         | 30          | 28              | 30                  | 33                  | 37-38                           | 53-56           | 64-67            |
| Auxilia                                  | 125 000    | 224 000     | 224 000         | 224 000             | 250 000             | ~250 000 (?)                    | ~250 000 (?)    | ~243/228 000 (?) |
| Guardia pretoriana e guarnigioni di Roma | ~10 000    | ~15 000     | ~15 000         | ~15 000             | ~20 000             | ~20 000                         | 24 000          | 18 000           |
| Flotta militare romana                   | ~40 000    | ~50 000     | ~50 000         | ~50 000             | ~50 000             | ~45 000                         | 45 500          | 64 000           |
| Totale esercito romano                   | 300 000    | 454 000     | 443 000         | 454 000             | 502 000             | 524 000                         | 584/599 500     | 645 000          |

#### Nuovi studi
La stima di Agazia-Jones è stata tuttavia messa in dubbio da studi più recenti, che sostengono che la cifra di Agazia, ammettendo che sia valida, potrebbe rappresentare la forza ufficiale, ma non quella reale, dell'esercito di Costantino: nella realtà dei fatti, le unità del Tardo-Impero erano costituite da meno soldati di quanti ne contenessero ufficialmente, forse addirittura i due terzi in meno della cifra ufficiale. Sulla base di questa considerazione, i 645 000 soldati sulla carta secondo Agazia potrebbero essere stati non più di 400 000 ca. in realtà. Quest'ultima cifra ben si accorda con le altre cifre totali fornite dalle fonti antiche, come la stima dell'autore del VI secolo Giovanni Lido, di 389 704 effettivi (escluse flotte) per l'esercito di Diocleziano. La cifra fornita da Lido è ritenuta dagli studiosi più credibile di quella di Agazia a causa della sua precisione (non è una cifra "tonda", implicando che forse fu trovata in un documento ufficiale) e per il fatto che è ascritta a un periodo di tempo specifico.
La stima di Jones di 645 000 effettivi, inoltre, si fonda su assunzioni sul numero di effettivi di ogni unità di limitanei che potrebbero essere troppo alte. Jones ha calcolato il numero di soldati delle unità in Egitto sotto Diocleziano usando l'evidenza fornita dai papiri di libri paga. Tuttavia, un più recente lavoro di R. Duncan-Jones, ricontrollando i calcoli, ha concluso che Jones aveva sovrastimato le dimensioni delle unità dalle 2 alle 6 volte. Per esempio, Jones aveva stimato che ogni legione sulle frontiere avesse ca. 3 000 effettivi, mentre le altre unità erano composte da 500 uomini ciascuna; secondo le revisioni di Duncan-Jones, invece, le legioni di frontiera avevano circa 500 effettivi, un ala solo 160 e un'unità di equites 80. Anche ammettendo la possibilità che alcune di queste unità erano distaccamenti da unità più grandi, è probabile che la "forza" (il numero di effettivi) di ogni unità fosse di gran lunga più bassa che in precedenza.
Le stime di Duncan-Jones sono confermate anche dai risultati di numerosi scavi archeologici lungo le frontiere imperiali che suggeriscono che le fortezze del Tardo Impero furono progettate per accogliere guarnigioni più piccole rispetto a quelle del Principato. Dove tali siti possano essere identificati con i forti elencati nella Notitia, l'implicazione è che le unità residenti erano ancora più piccole. Esempi comprendono la Legio II Herculia, creata da Diocleziano, che occupava un forte grande solo 1/7 delle dimensioni di una tipica base legionaria del Principato, implicando una dimensione dell'unità di ca. 750 effettivi. A Abusina sul Reno, la Cohors III Brittonum era ospitata in un forte avente circa il 10% della grandezza del suo vecchio forte di età traianea, suggerendo che contava solo circa 50 soldati. Queste evidenze devono essere prese con cautela in quanto l'identificazione dei siti archeologici con i nomi della Notitia non è sempre certa e ancora perché le unità in questione potrebbero essere distaccamenti (la Notitia frequentemente mostra la medesima unità in due o tre ubicazioni diverse simultaneamente). Nonostante ciò, i risultati degli scavi sembrano suggerire per le unità di frontiera piccole dimensioni.
Inoltre, i lavori più recenti suggeriscono che l'esercito regolare del II secolo era considerevolmente più grande dei ca. 300 000 tradizionalmente assunti, in quanto le auxilia nel II secolo erano all'incirca il 50% più grandi delle legioni, a differenza dell'inizio del I secolo, quando legioni e auxilia avevano all'incirca lo stesso numero di effettivi. L'esercito del Principato probabilmente raggiunse un picco di circa 450 000 effettivi (escludendo flotte e foederati) verso la fine del II secolo. Inoltre, l'evidenza suggerisce che le dimensioni reali delle unità del II secolo erano tipicamente più prossime alle dimensioni ufficiali (ca. 85%) rispetto a quelle del IV secolo. In ogni caso, le stime sulle dimensioni dell'esercito nel periodo del Principato sono basate su evidenze più certe rispetto a quelle sull'esercito tardo-imperiale, che sono altamente basate su ipotesi non certe, come la tabella qui sotto mostra.
| Corpi dell'esercito | Tiberio 24 | Adriano ca. 135 | Settimio Severo 211 | Crisi del III secolo 270 | Diocleziano 305 | Costantino I 337 | Notitia Dignitatum 420 |
| ------------------- | ---------- | --------------- | ------------------- | ------------------------ | --------------- | ---------------- | ---------------------- |
| LEGIONI             | 125 000    | 155 000         | 182 000             |                          |                 |                  |                        |
| AUXILIA             | 125 000    | 218 000         | 250 000             |                          |                 |                  |                        |
| GUARDIA PRETORIANA  | ~~5 000    | ~10 000         | ~10 000             |                          |                 |                  |                        |
| Totali              | 255 000    | 383 000         | 442 000             | 290 000?                 | 390 000         | 410 000?         | 350 000?               |

NOTA: Nelle cifre viene incluso solo l'esercito regolare terrestre (esclusi quindi unità di foederati barbari ed effettivi della marina militare romana)